# 罗马行省

奥古斯都统治时期（公元前31年-公元14年）的罗马帝国。黄色：公元前31年领土，暗绿色：公元前31年-前19年新增领土，亮绿色：公元前19年-前9年新增领土，浅绿色：公元前9年-前6年新增领土，淡紫色：仆从国

哈德良统治下（公元125年）的罗马帝国行省设立情况。

罗马行省（拉丁语：provincia，复数：provinciae）是罗马共和国和其后帝国时期在罗马之外设立的行政区划。每个行省由中央派遣的罗马人总督统治。虽然与现代單一制或聯邦制行政区划在许多方面并不相同，但是它与澳大利亚或美国的州、英国或新西兰的郡和日本的县仍有相似之处。加拿大将其部分行政区也称为省。
西元305年，羅馬有114個省。

## 概述
行省是四帝共治（公元293年起）前帝国在意大利以外设立的最基础也是最大的区划和行政单位。现代英语词汇“省”源于罗马人使用的拉丁文。
行省一般由元老院级别的政治家管理，通常是前执政官或前民选官担任。后来例外的是埃及行省，克利奥帕特拉七世死后埃及也纳入到奥古斯都统治之下，可能是为了挫败元老院的野心，其总督仅仅只是骑士级别。这一例外是罕见的，但也并未违反罗马法，因为根据希腊化时代早期托勒密王朝的传统，埃及被视为奥古斯都的私有财产。
拉丁文词汇provincia更通常的含义是指“司法管辖权”。

## 共和国行省
拉丁文provincia最初是指罗马元老院授予帝权（imperium，意为统治权）拥有者的任何任务或职责，通常是特定战区的军事指挥权。在罗马共和国时期，被选举出的行政官拥有一年任期，他们在罗马城以外履行职务。例如执政官的职务是作为军事战役的指挥官被指定到一个特定的provincia，这也是他们行使指挥权的区域。
在战争中被击败的民族，他们的土地可能会被置于各种形式的条约之下，某些情况下则需要完全征服（dedition，罗马万民法术语，指胜利者会无条件接纳战败者居民的投降形式）。这种领土的正式吞并形成了省这一在地理上定义的现代意义上的行政单位。共和国时期，行省由一年任期的执政官和上一年的民选官共同管理，他们被授予统治权。
在第一次布匿战争期间，罗马开始向意大利以外扩张。第一个常设行省是公元前241年吞并的西西里和公元前237年吞并的科西嘉与萨丁尼亚。军事扩张政策促使行政行省的数量不断增加，直到没有足够合适的人选去行省任职。
于是总督任期经常要延长数年（prorogation代理权，罗马法的法律程序，指官员需在一年任期后继续延长其统治权），有时元老院甚至授予统治权给非公职的公民（privati普通公民，指代非公职和军职的公民），尤以庞培为甚。代理权破坏了普通公民中关于每年选举行政官的基本原则，少数人通过在行省任职积累了庞大的财富和军事权力，这也是罗马从共和制走向帝制独裁的主要因素之一。

### 共和国时期行省
- 公元前241年  西西里行省：从迦太基人手中接管，第一次布匿战争结束时吞并
- 公元前237年  科西嘉与萨丁尼亚行省：这两个岛屿从迦太基人手中接管，在佣兵战争开始后不久后，分别于公元前238年和公元前237年被吞并
- 公元前197年  近西班牙行省：沿伊比利亚半岛东海岸，从迦太基人手中接管的部分领土
- 公元前197年  远西班牙行省：沿伊比利亚半岛南海岸，在第二次布匿战争后从迦太基人手中接管
- 公元前147年  马其顿行省：位于希腊大陆，第四次马其顿战争后，罗马直接统治原马其顿王国。紧接着亞該亞戰爭后吞并亚该亚同盟
- 公元前146年  阿非利加行省（现代突尼斯和利比亚西部）：迦太基本土，在第三次布匿战争后，迦太基亡国后吞并
- 公元前129年  亚细亚行省：前帕加马王国，位于安纳托利亚（现代土耳其）西部，公元前133年末代国王阿塔罗斯三世去世后按遗嘱将王国赠予罗马
- 公元前120年  纳博讷高卢行省（法国南部）：被吞并前被称为山北高卢（阿尔卑斯山对面的高卢），以区别山南高卢（阿尔卑斯山同侧的高卢，位于意大利北部）。在结盟的希腊城邦马萨利亚（马赛）被高卢人部落攻击后吞并
- 公元前67年  克里特与昔兰尼加行省：公元前96年末代昔兰尼加国王托勒密·阿皮翁去世后按遗嘱将昔兰尼加赠予罗马后自治。公元前78年昔兰尼加正式成为罗马一部分，此时尚未组建行省。公元前67年克里特被吞并后联合组建了克里特与昔兰尼加行省
- 公元前63年  本都与比提尼亚行省：公元前74年末代比提尼亚（位于安纳托利亚西北部）国王尼科美德四世去世后按遗嘱将王国赠予罗马。公元前63年，庞培在第三次米特里达提战争结束后吞并了战败的本都王国西部联合比提尼亚旧地组建了行省
- 公元前63年  叙利亚行省：庞培在第三次米特里达提战争后吞并塞琉古帝国建立
- 公元前58年  奇里乞亚与塞浦路斯行省（英语：Cilicia (Roman province)）：公元前102年在科拉克森战役（英语：Battle of Korakesion）中，罗马在奇里乞亚建立军事指挥省（非行政意义的行省）以应对海盗，此时仅能控制部分区域。公元前74年，吕基亚和潘菲利亚（东部）也被划入奇里乞亚。在第三次米特里达提战争（公元前73-前63年）后罗马完全控制了奇里乞亚。公元前63年庞贝重组该地区行政区，公元前58年塞浦路斯被吞并后组建行省，后来拆分为奇里乞亚行省与塞浦路斯行省
- 公元前46年  新阿非利加行省（努米底亚东部，今阿尔及利亚）：凯撒吞并了东努米底亚的马塞利（英语：Massylii）建立的新行省被称为新阿非利加以区分旧阿非利加行省（原阿非利加行省改名）

山南高卢（位于意大利北部）仅仅只是军事指挥意义上的省，并不是行政意义上的行省。罗马人在意大利半岛扩张时期，会将一些地区指定为军事指挥意义的省并派遣执政官和民选官（与行政省的资深执政官和资深民选官不同）以应对叛乱和入侵。例如在利古里亚设省（军事意义）是因为一连串的叛乱，在布鲁蒂乌姆（卡拉布里亚）设省是因为预防叛乱。
罗马军队在山南高卢早期主要面临叛乱问题，后期则是应对意大利以东好战民族的入侵，阿奎莱亚城的建立正是为了保卫北意大利免受入侵。盖乌斯·尤利乌斯·恺撒授予该地区居民以罗马公民的身份并将该地区纳入意大利本土。

## 帝国早期行省

图拉真统治时期（117年）罗马帝国的全盛疆域。绿色为皇帝行省（或譯元首行省），粉色为元老院行省，灰色为仆从国，其中意大利虽由元老院直辖但并未置省

公元前27年罗马帝国实行了所谓的“第一奥古斯都体制”（公元前27年-前23年屋大维与元老院妥协下的政治体系），行省的管理得到调整。盖乌斯·尤利乌斯·恺撒·屋大维作为无可置疑的胜利者从罗马内战中脱颖而出。作为罗马的领袖，正式确立了他的权利，并且名义上恢复了罗马元老院的权威。屋大维本身也被授予“奥古斯都”头衔，并授予其除埃及外，包括高卢、西班牙和叙利亚（包括奇里乞亚和塞浦路斯）等战略要地行省的治理权。
奥古斯都统治下，罗马行省被分类为元老院行省或皇帝行省，意为行省总督由元老院或皇帝（元首）任命。一般来说，共和国时期的旧行省为元老院行省。元老院行省一如过去共和国时期，由资深执政官治理，总督人选根据被指定的行省状况，在前执政官或前民选官的元老院议员之中选举产生。
皇帝行省主要由钦差司令同执事官管理，他们同时也是执政官或近卫官级别的元老院议员。埃及和一些没有军团驻守的较小省份则由财政官管理（埃及由总长管理），他们由皇帝从非元老院议员的骑士阶层中挑选。
行省归属并非一成不变。公元68年，总共36个行省，其中11个为元老院行省，25个为皇帝行省。皇帝行省中，15个行省由司令官管理，10个行省由财政官或总长管理。
帝国元首制时期，征服和重新划分过去的行省，改变了行省的数量和规模。较大或者驻军较多的行省（例如叙利亚和默西亚）被分割为较小的行省，以防止单独一个行省总督权力过大。

### 帝国时期创立行省列表

#### 奥古斯都时期
- 公元前30年  埃及行省：奥古斯都在公元前30年击败马可·安东尼和克利奥帕特拉七世后，埃及人承认奥古斯都为新法老，埃及成为奥古斯都私人领地，这是帝国时代的第一个行省。它真正的原名为亚历山大与埃及行省，由奥古斯都派遣的总长（英语：Prefect#Ancient_Rome）统治
- 公元前27年  亚该亚行省（希腊中南部）：奥古斯都将原马其顿行省分割而来。属资深政务官（英语：Promagistrate）管理的元老院行省，
- 公元前27年  塔拉科西斯西班牙行省：原近西班牙行省（西班牙北部和中南部），奥古斯都重组西班牙诸省后设立。属资深执政官管理的皇帝行省
- 公元前27年  贝提卡西班牙行省：原远西班牙行省（西班牙南部），奥古斯都重组西班牙诸省后设立，名字源于瓜达尔基维尔河的拉丁名贝提卡河。属资深执政官管理的皇帝行省
- 公元前27年  卢西塔尼亚西班牙行省（现葡萄牙和西班牙的埃斯特雷马杜拉）：奥古斯都重组西班牙诸省后设立，属资深执政官管理的皇帝行省
- 公元前27年  伊利里库姆行省：奥古斯都在公元前35年-前33年征服伊利里亚和潘诺尼亚南部后于前27年设立元老院行省。潘诺尼亚战争（公元前14-前10年）后征服潘诺尼亚北部。公元前9年伊利里库姆行省被分为达尔马提亚（伊利里亚的新名称）和潘诺尼亚，正式名称分别为上伊利里亚和下伊利里亚，直到巴通尼亚战争（英语：Bellum Batonianum）结束。韦斯巴芗时期（公元69-79年）行省最终被分割为达尔马提亚行省和潘诺尼亚行省。伊利里库姆行省最初为元老院行省，公元前11年潘诺尼亚战争期间转为资深政务官管理的皇帝行省。公元107年潘诺尼亚行省被划分为上潘诺尼亚行省和下潘诺尼亚行省，分别属资深执政官和资深政务官管理的皇帝行省
- 公元前27年或公元前16-前13年  阿基坦高卢行省（法国西南部）：尤利乌斯·凯撒征服的高卢领土上建立的行省。其设立时间是在公元前27年奥古斯都首次视察高卢并首次对高卢进行人口普查时；还是公元前16-前13年奥古斯都再次视察高卢时，尚不明确。属资深执政官管理的皇帝行省
- 公元前27年或公元前16-前13年  卢格敦南西斯高卢行省（法国中部和部分北部）：尤利乌斯·凯撒征服的高卢领土上建立的行省。其设立时间是在公元前27年奥古斯都首次视察高卢并首次对高卢进行人口普查时；还是公元前16-前13年奥古斯都再次视察高卢时，尚不明确。属资深执政官管理的皇帝行省
- 公元前27年或公元前16-前13年  贝尔吉卡高卢行省（莱茵河以南的荷兰，比利时，卢森堡，部分法国北部和莱茵河以西的德国）：其设立时间是在公元前27年奥古斯都首次视察高卢并首次对高卢进行人口普查时；还是公元前16-前13年奥古斯都再次视察高卢时，尚不明确。属资深执政官管理的皇帝行省
- 公元前25年  加拉太行省（安纳托利亚中部，现土耳其）：原罗马仆从国加拉太王国，末代国王阿塔明斯（英语：Amyntas of Galatia）死后被奥古斯都吞并，属资深执政官管理的皇帝行省
- 公元前15年  雷蒂亚行省：公元前15年被征服。属财政官（英语：Procurator (Ancient Rome)）管理的皇帝行省
- 公元前12年  大日耳曼尼亚行省：公元9年罗马的三个军团在条顿堡森林战役失败后废除
- 公元6年？  默西亚行省（塞尔维亚多瑙河东南岸，北马其顿北部和保加利亚西部）：公元前28年被征服，最初仅马其顿行省下辖的军事区。公元6年巴通尼亚战争（英语：Bellum Batonianum）开始时首次提及该行省总督。公元85年默西亚行省被分为上默西亚行省和下默西亚行省。属于财政官（英语：Procurator (Ancient Rome)）管理的皇帝行省
- 公元6年  犹太行省：公元6年犹太希律四王共治（英语：Herodian Tetrarchy）之一的希律·阿基劳斯被废除，其领地设立行省。属于资深执政官管理的皇帝行省。公元41年恢复为仆从王国，公元44年再次成为行省，公元135年哈德良将其重命名为叙利亚巴勒斯坦行省并提升为资深执政官行省

#### 提比略时期
- 公元17年  卡帕多西亚行省（英语：Cappadocia (Roman province)）（安纳托利亚中部，现土耳其）：公元17年卡帕多西亚王国末代国王阿基劳斯被提比略召到罗马后囚禁，王国被吞并建立行省。属资深政务官（后改为资深执政官）管理的皇帝行省

#### 克劳狄乌斯时期
- 公元42年  廷吉塔纳毛里塔尼亚行省（摩洛哥北部）：公元40年毛里塔尼亚王国末代国王托勒密去世后，王国被吞并，在卡里古拉时期爆发叛乱到克劳狄乌斯时期被完全镇压。公元42年克劳狄乌斯将旧毛里塔尼亚王国故土分为两个行省，属财政官（英语：Procurator (Ancient Rome)）管理的皇帝行省
- 公元42年  凯撒尼亚毛里塔尼亚行省（阿尔及利亚中西部）：公元40年毛里塔尼亚王国末代国王托勒密去世后，王国被吞并，在卡里古拉时期爆发叛乱到克劳狄乌斯时期被完全镇压。公元42年克劳狄乌斯将旧毛里塔尼亚王国故土分为两个行省，属财政官（英语：Procurator (Ancient Rome)）管理的皇帝行省
- 公元41/53年  诺里库姆行省（奥地利中部，斯洛文尼亚东北部和巴伐利亚局部）：公元前16年并入帝国。虽然被称为行省实际则保留为仆从国，由皇帝派遣的财政官（英语：Procurator (Ancient Rome)）控制。在克劳狄乌斯时期（公元41-54年）转变为名副其实的行省。属资深政务官管理的皇帝行省
- 公元43年  不列颠尼亚行省：公元43年克劳狄乌斯发起了对不列颠尼亚的入侵，直到公元60年，罗马人控制了以亨伯河到塞文河河口为界的南部土地。公元78年威尔士最终被征服。公元78-84年阿古利可拉征服了不列颠北部和喀里多尼亚（苏格兰），但随后喀里多尼亚地区被放弃，行省为资深执政官管理的皇帝行省。公元197年塞普蒂米乌斯·塞维鲁将不列颠尼亚行省分为上不列颠尼亚行省（英语：Britannia Superior）和下不列颠尼亚行省。分别属资深执政官和资深政务官管理的皇帝行省
- 公元43年  吕基亚行省：原吕基亚同盟（英语：Lycia#Lycian League），后被克劳狄乌斯吞并建立行省，公元74年和潘菲利亚组建吕基亚与潘菲利亚行省。属于司令官管理的皇帝行省（后为财政官（英语：Procurator (Ancient Rome)）管理的元老院行省）
- 公元46年  色雷斯行省（色雷斯；希腊东北部，保加利亚东南部和土耳其欧洲部分）：奥德里西亚末代国王罗伊米塔尔克斯三世（英语：Rhoemetalces III）去世后，王国被克劳狄乌斯吞并建立行省，属于财政官管理的皇帝行省
- 公元47年？  布匿阿尔卑斯行省（意大利与瑞士之间）：公元前15年，奥古斯都征服征服当地原住民萨拉米人，随后将此地并入雷蒂亚行省。该行省具体独立时间尚不清楚，一般以克劳狄乌斯建立克劳狄·瓦伦西斯城（马蒂尼）之日为建省之始，其城亦为行省首府。属财政官管理的皇帝行省

#### 尼禄统治时期
- 公元63年？ 滨海阿尔卑斯行省（法国阿尔卑斯山区）：原奥古斯都建立的保护领，当柯蒂埃阿尔卑斯行省建立时尼禄可能同时把滨海阿尔卑斯改为行省。属财政官管理的皇帝行省
- 公元63年     科蒂埃阿尔卑斯行省（法国与意大利之间）：公元前14年成为罗马名义上的行政区，实际由科蒂王朝统治，其名字来源于国王马可·尤利乌斯·科蒂乌斯（英语：Marcus Julius Cottius），公元63年成为行省。属财政官管理的皇帝行省

#### 韦斯巴芗时期
- 公元72年  科马基尼行省：原塞琉古帝国一个州，后为独立王国。公元17年提比略在国王安条克三世去世后将其并入叙利亚行省，公元38年卡利古拉重新恢复其为仆从国，公元72年再次被吞并建立行省
- 公元74年  吕基亚与潘菲利亚行省：韦斯巴芗（统治时间：公元69-79年）将克劳狄乌斯建立的吕基亚行省和加拉太行省的潘菲利亚地区合并为新行省

#### 图密善时期
- 公元83/84年  上日耳曼尼亚行省（德国南部）：公元9年条顿堡森林战役失败后，罗马退守到莱茵河和多瑙河西岸，占领的地区成为贝尔吉卡高卢行省下辖的军事区。到图密善时期，狄古马特农垦区（英语：Agri Decumates）（罗马在占领的日耳曼地区建立的类似农业殖民行政区）推进到了日耳曼南部，于是建立行省成为必要。属于资深执政官管理的皇帝行省
- 公元83/84年  下日耳曼尼亚行省（莱茵河以南的荷兰，比利时部分和莱茵河以西的德国）：原贝尔吉卡高卢行省下辖的军事区，与上日耳曼尼亚行省同时建立。属于资深执政官管理的皇帝行省

#### 图拉真时期
- 公元106年  佩特拉阿拉伯行省：原纳巴泰王国，末代国王拉贝尔二世（英语：Rabbel II Soter）去世后被图拉真和平吞并。属资深政务官管理的皇帝行省
- 公元107年  达契亚行省（罗马尼亚的特兰西瓦尼亚东南部，巴纳特和奥尔特尼亚）：亦称特拉加纳达契亚行省，达契亚战争后被图拉真征服。属资深执政官管理的皇帝行省。公元158年安东尼·毕尤将达契亚行省分为上达契亚行省（英语：Dacia Superior）和下达契亚行省（英语：Dacia Inferior）。公元161年马可·奥勒留将达契亚一分为三：阿普兰西斯达契亚、马尔达文斯达契亚和普罗里塞斯达契亚，5年后又将三个行省合并。公元271年奥勒良放弃达契亚
- 公元103/114年  新伊庇鲁斯行省（希腊西部和阿尔巴尼亚南部）：伊庇鲁斯最初隶属于马其顿行省。公元前27年除伊庇鲁斯北部仍隶属马其顿行省外，该地区大部分划分到亚该亚行省。公元103到114年之间图拉真将其独立建省，改名新伊庇鲁斯。属财政官管理的皇帝行省
- 公元114年  亚美尼亚行省：图拉真入侵帕提亚战争（英语：Trajan's Parthian campaign）时吞并了缓冲的亚美尼亚王国（罗马和帕提亚之间的缓冲国，国王为帕提亚皇室分支，继位需经罗马批准）后建立行省，公元118年哈德良罢省恢复了亚美尼亚王国作为仆从国
- 公元116年  美索不达米亚行省（伊拉克）：图拉真入侵帕提亚战役（英语：Trajan's Parthian campaign）后将底格里斯河以西的美索不达米亚地区建立行省。公元118年哈德良将其重新归还帕提亚。公元161-166年罗马帕提亚战争（英语：Roman–Parthian War of 161–166），罗马重夺美索不达米亚北部。公元198年塞普蒂米乌斯·塞维鲁重建美索不达米亚行省。属总长管理的皇帝行省
- 公元116年  亚述行省：图拉真入侵帕提亚战役（英语：Trajan's Parthian campaign）夺取底格里斯河以东的美索不达米亚地区建立行省，118年哈德良被迫放弃

#### 塞普蒂米乌斯·塞维鲁时期
- 公元193年  努米底亚行省：公元前40年罗马吞并了西努米底亚的马塞西里（英语：Masaesyli）后并入阿非利加行省。公元193年塞维鲁将努米底亚从阿非利加行省中分离出来，建立努米底亚行省，属于资深政务官管理的皇帝行省
- 公元194年  科艾勒叙利亚行省：原叙利亚行省北部，塞维鲁将叙利亚行省南北一分为二，属于资深执政官管理的皇帝行省
- 公元194年  腓尼基叙利亚行省：原叙利亚行省南部，塞维鲁将叙利亚行省南北一分为二，属于资深政务官管理的皇帝行省

#### 卡拉卡拉时期
- 公元214年  奥斯若恩行省（美索不达米亚北部，今天伊拉克、叙利亚和土耳其之间）：原罗马附庸奥斯若恩，后吞并设省

#### 奥勒良时期
- 公元271年  奥勒良达契亚行省（英语：Dacia Aureliana）（保加利亚大部和塞尔维亚）：奥勒良将原上默西亚行省的领土和撤回到多瑙河南岸的达契亚行省机构合并建立

上述大多数行省在成为正式设立行政行省前，都长期处于罗马军事控制或罗马仆从国统治。标注日期以建省日期而不以征服或控制日期为准

## 古典时代晚期

约公元395年，罗马帝国及其行政区划

戴克里先皇帝推行了一项被称为四帝共治制（公元284-305年）的激进改革：罗马帝国东西部各设一位正皇帝奥古斯都，由两位副皇帝凯撒（也是正皇帝指定的继承人）协助，这四位皇帝各自保卫和治理帝国的四分之一。到3世纪90年代，戴克里先将包括意大利在内的帝国划分为近百个行省，行省总督按等级排序，从高到低为资深执政官阿非利加行省和亚细亚行省的资深执政官到同执政官和纠察官任职的省总督，最低级别为骑士阶级任职的总督。数个行省（最初为12个）由管区管辖，通常由一位主事官全权负责管区事务。仅有资深执政官和罗马城监（类似市长职位，包括后来君士坦丁堡城监）不受主事官管辖，为皇帝直辖。
尽管副皇帝凯撒很快就被排除于帝国权力体系之外，但在公元318年君士坦丁一世皇帝以建立近卫大区恢复了四大行政区。通常近卫大区的最高长官要频繁的轮换，但是其职位无需共治（罗马元老院中的每个职位均由至少两名的偶数人数同时担任的惯例）。君士坦丁一世还建立了以自己名字命名的新首都君士坦丁堡，因为它成为永久的政府驻地，有时也会被称为“新罗马”。而意大利的罗马城从286年戴克里先就政府迁至梅蒂奧拉努（现米兰），其本人居住在尼科米底亚后，就很长一段时间里没有皇帝居住。在4世纪期间，罗马的行政结构多次调整，包括东西部的共治皇帝们也反复尝试。各行省和管区多次重组，伊利里库姆大区更是被反复的废除、重建和再划分。最终，在476年奥多亚塞在意大利称王和480年最后一位西部皇帝尼波斯去世，君士坦丁堡才永久的统一了已经被实际削弱的帝国行政管理。
关于这一时期行省安排的详细资料，记载于5世纪初的《百官志》中。多数数据来源于其帝国原始资料的真迹，其中记载了管理地区的名称和总督的头衔。然而《百官志》记录的部分数据的真实性仍然存疑，尤为明显的是一些来源早于记载时间。有趣的是比较《百官志》和都督（Dux）管理的军事区名单，可以看出在掌控罗马边疆区守备部队上，级别越高的军事随从官（Comites rei militaris）就掌握越多可调配的军队，乃至最高的陆军总长皆是如此。
下一个重大变化是查士丁尼一世在公元534-536年废除了部分行省由戴克里先制定的行省民政和军政严格分离的惯例。之后这一变化在更大的区域持续进行，如在6世纪80年代特别创立的总督区。最终在7世纪40年代实行军区制，彻底取代了旧有的行政制度。很多学者将帝国重组军区这一时期作为绝对制（指代罗马帝国晚期的专制体制，之前被称为“元首制”）时代和拜占庭（或后罗马）时代的分界线。出于学术性的方便，中世纪的罗马帝国今天约定俗成的称为拜占庭帝国，以君士坦丁重建的新首都君士坦丁堡的原名命名。

## 行省名单的主要来源资料

### 罗马帝国早期行省
- 《日耳曼尼亚志》（约公元100年）
- 《地理学指南》（约公元140年）

### 罗马帝国晚期行省
- 《维罗纳职官表（英语：Laterculus Veronensis）》（约公元310年）
- 《百官志》（约公元400-420年）
- 《波尔米乌斯·西尔维乌斯（英语：Polemius Silvius）职官表（英语：Laterculus）》（约公元430年）
- 《西尼德米斯（英语：Synecdemus）》（约公元520年）

### 诸行省地图

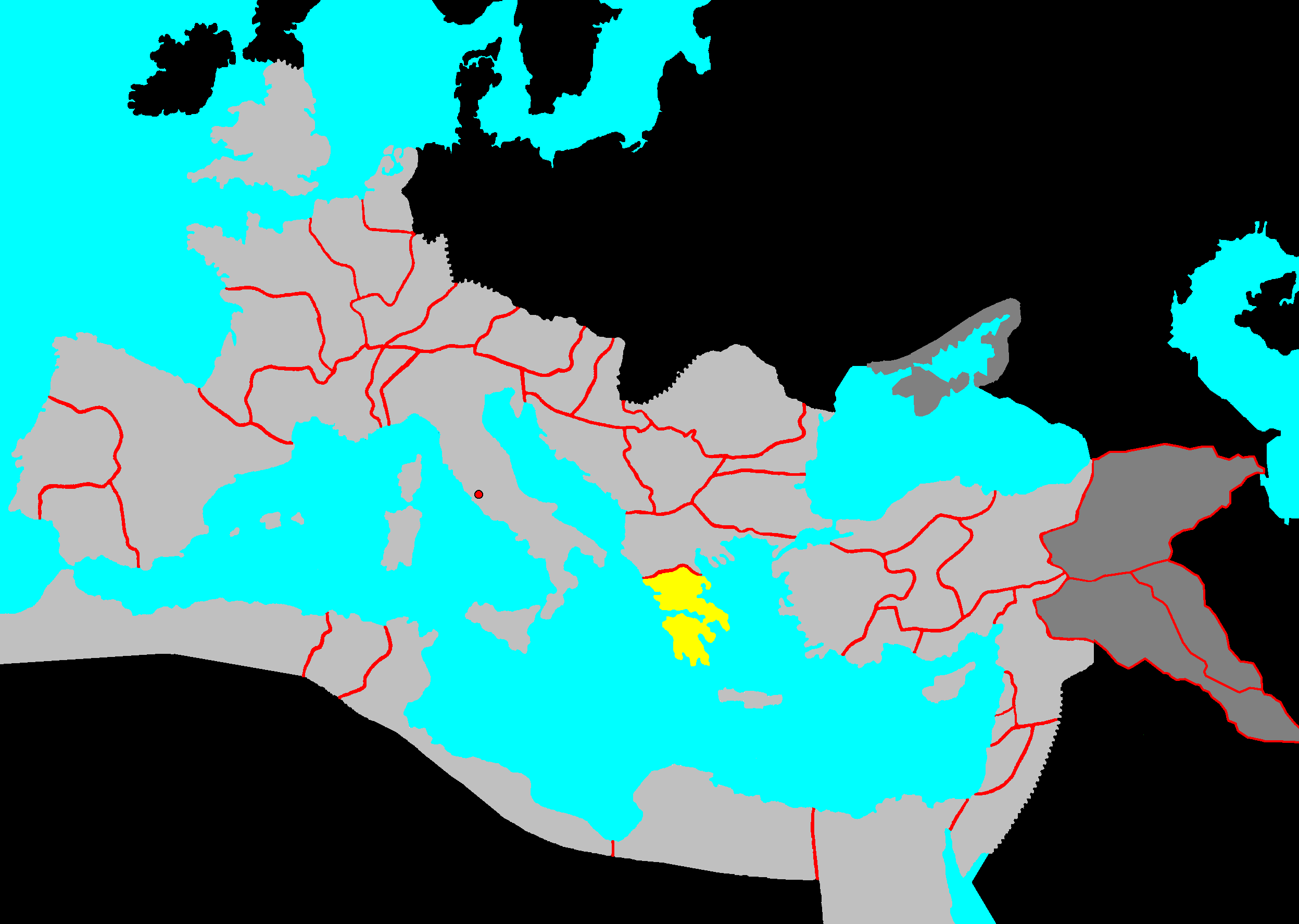
亚该亚
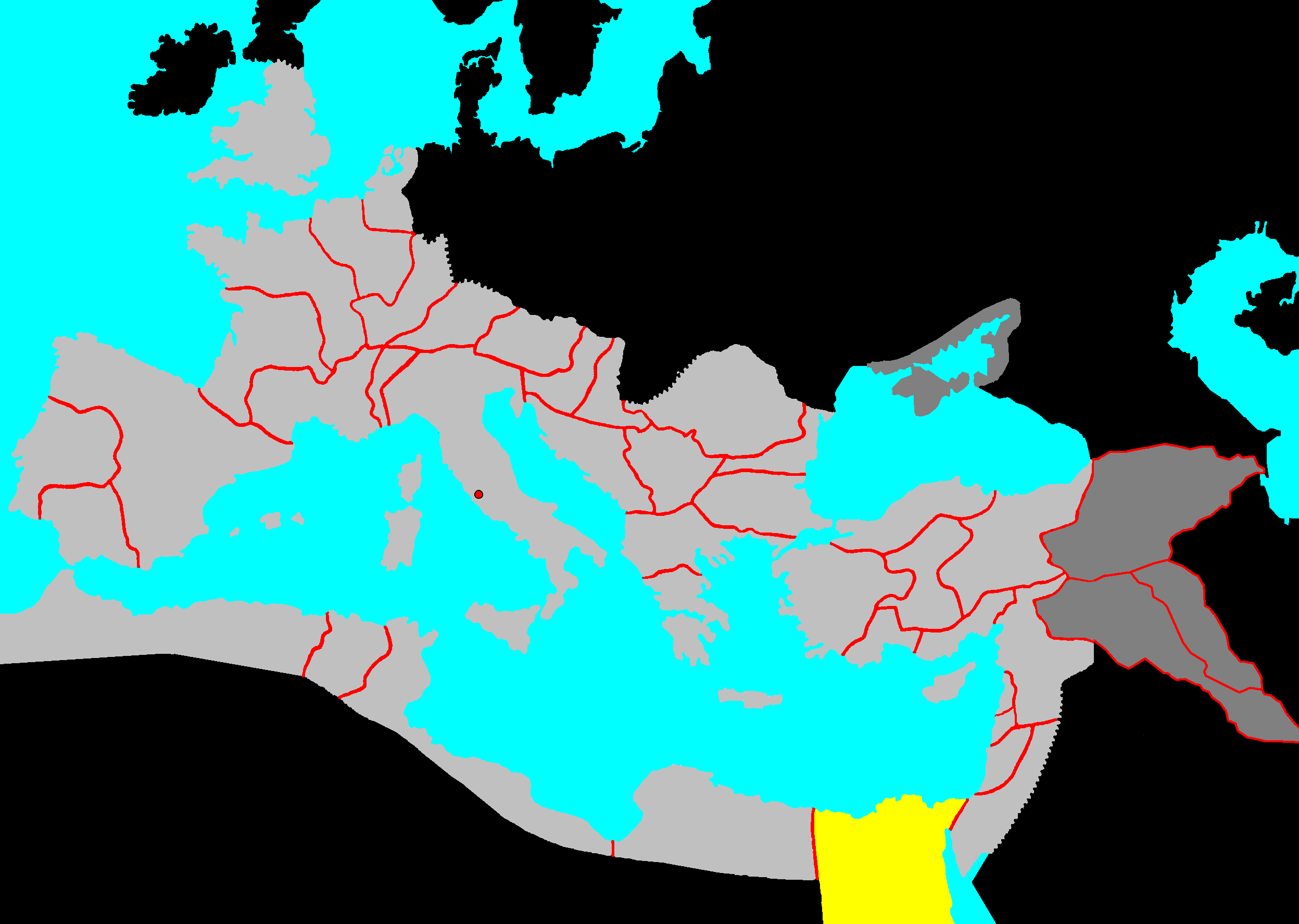
埃及
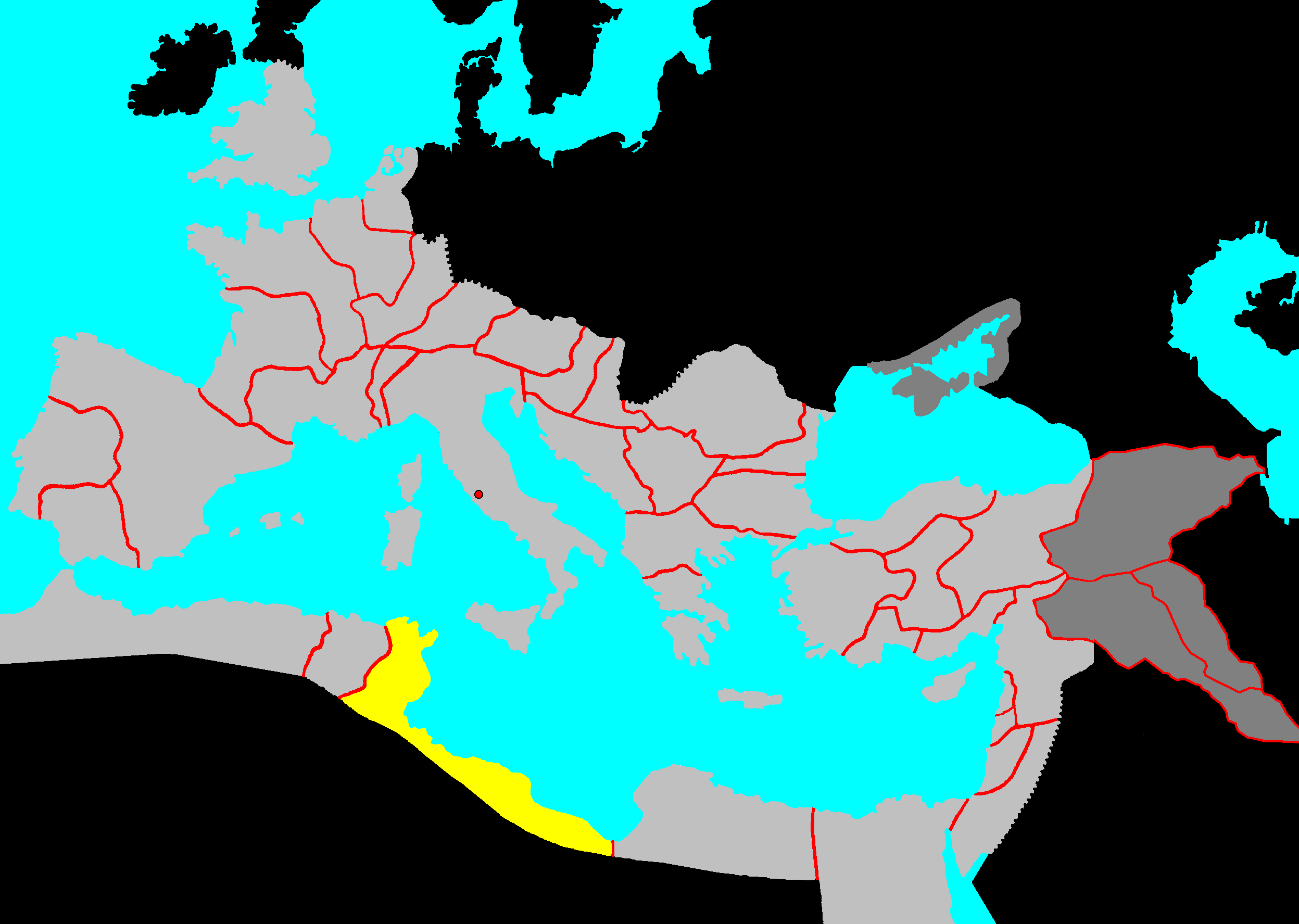
阿非利加
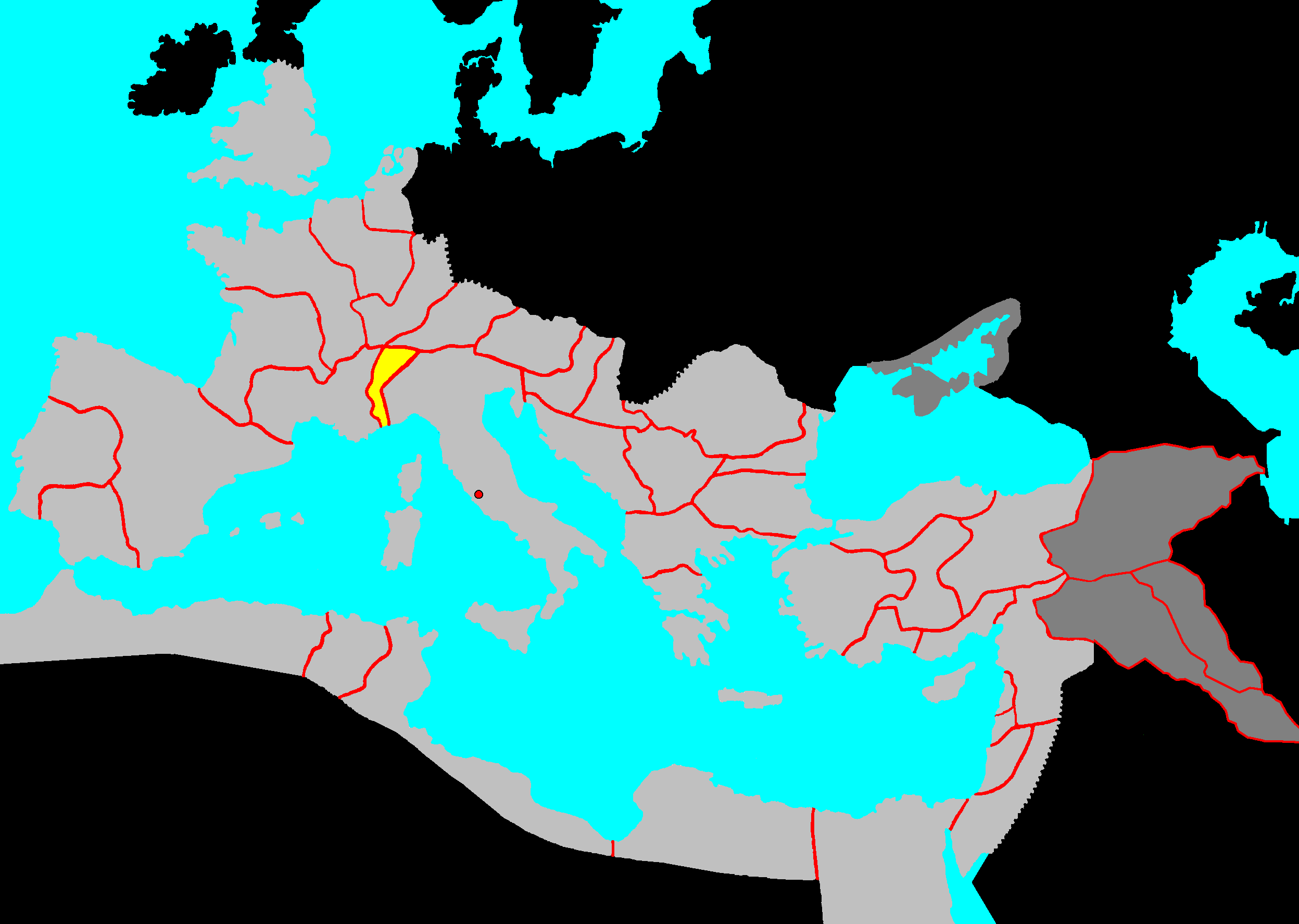
阿尔卑斯山诸省
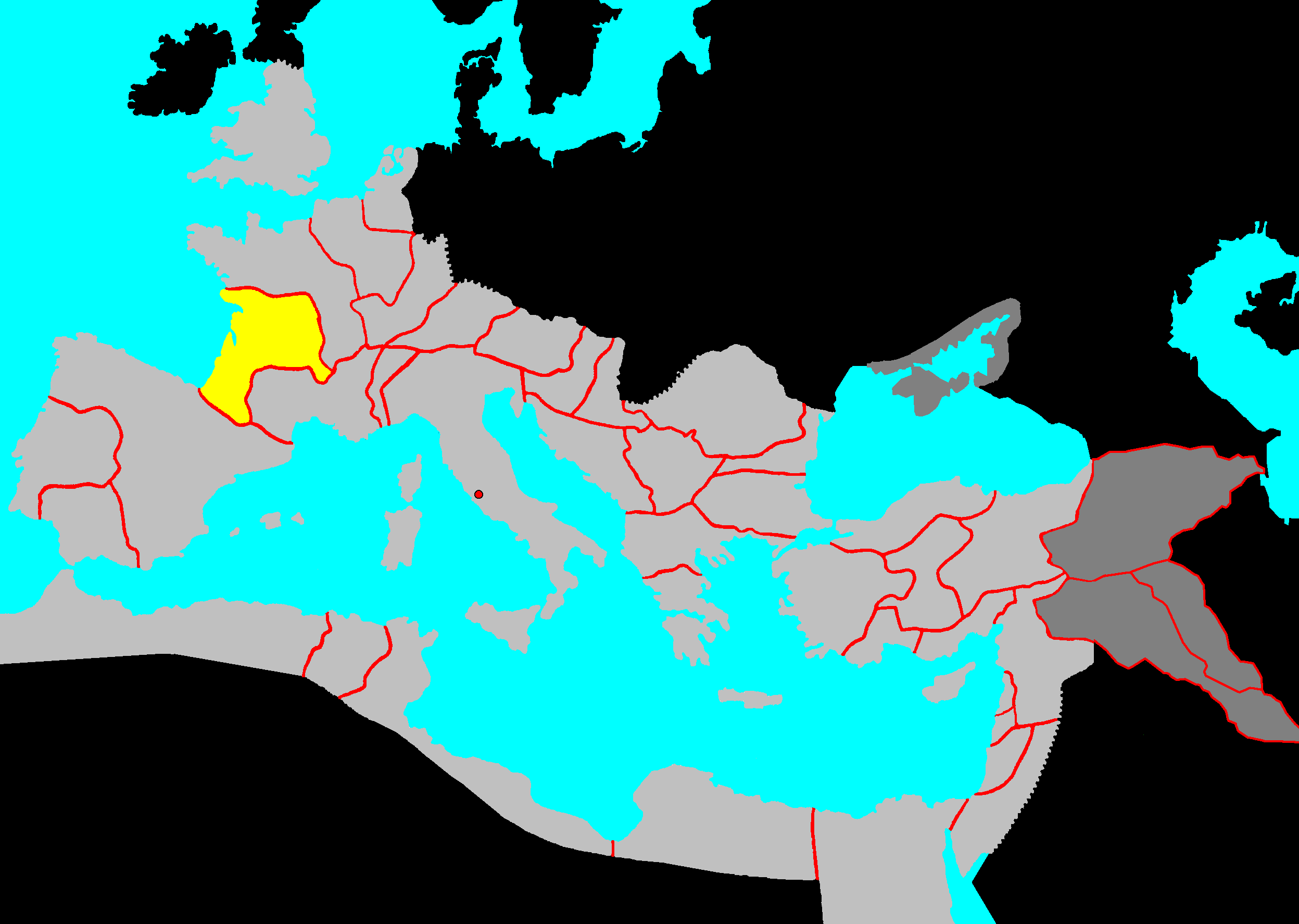
阿基坦高卢
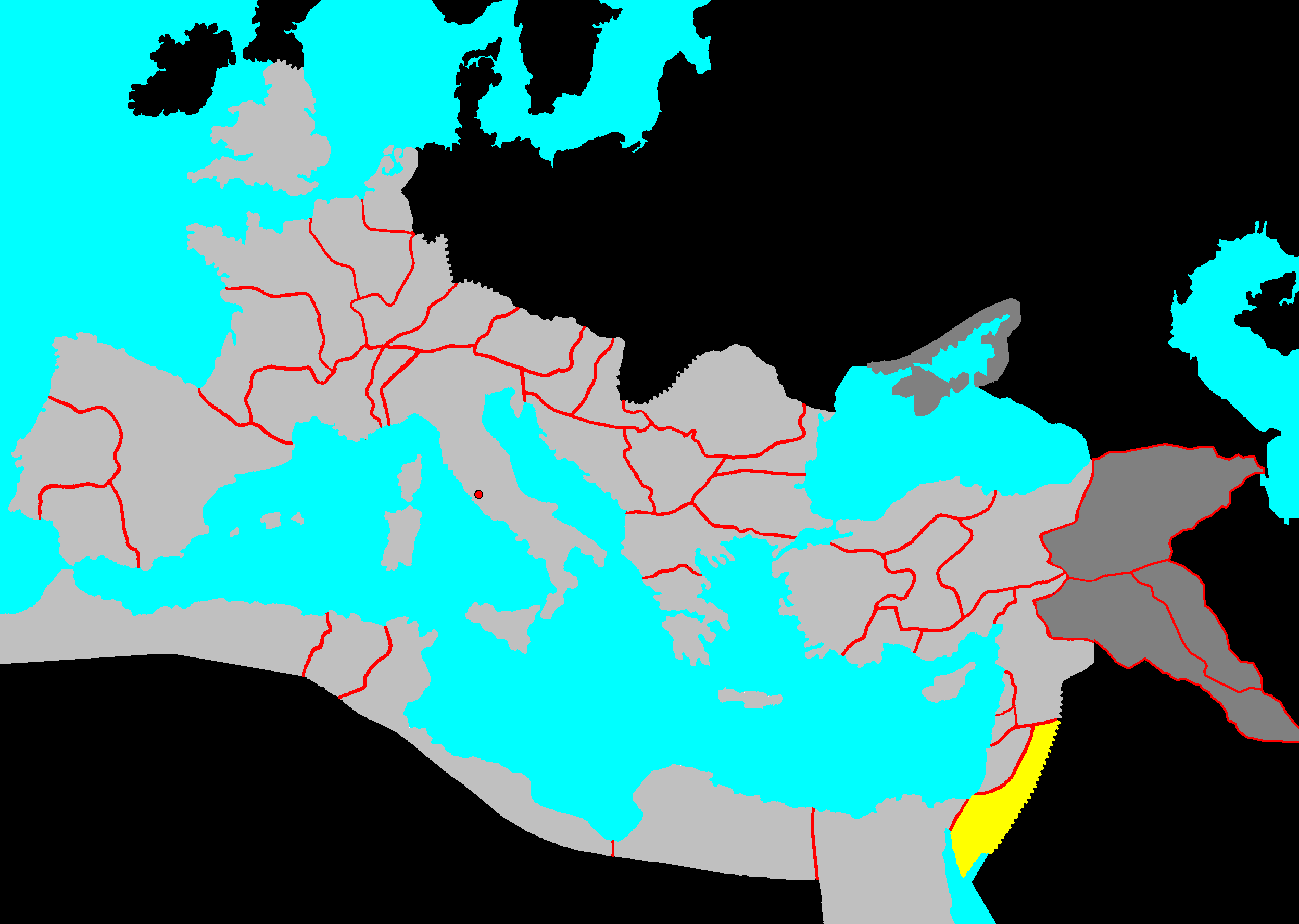
阿拉伯
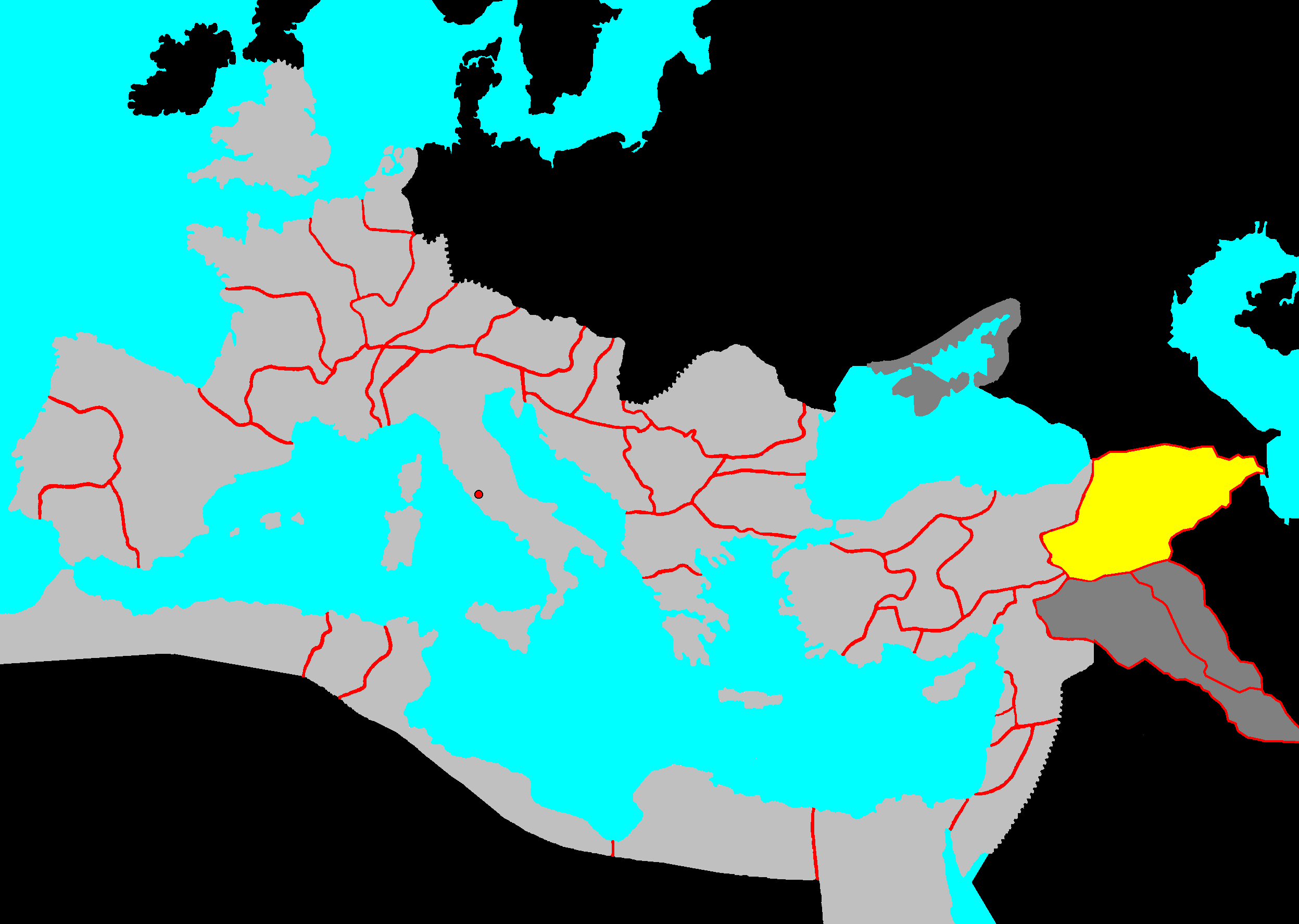
亚美尼亚
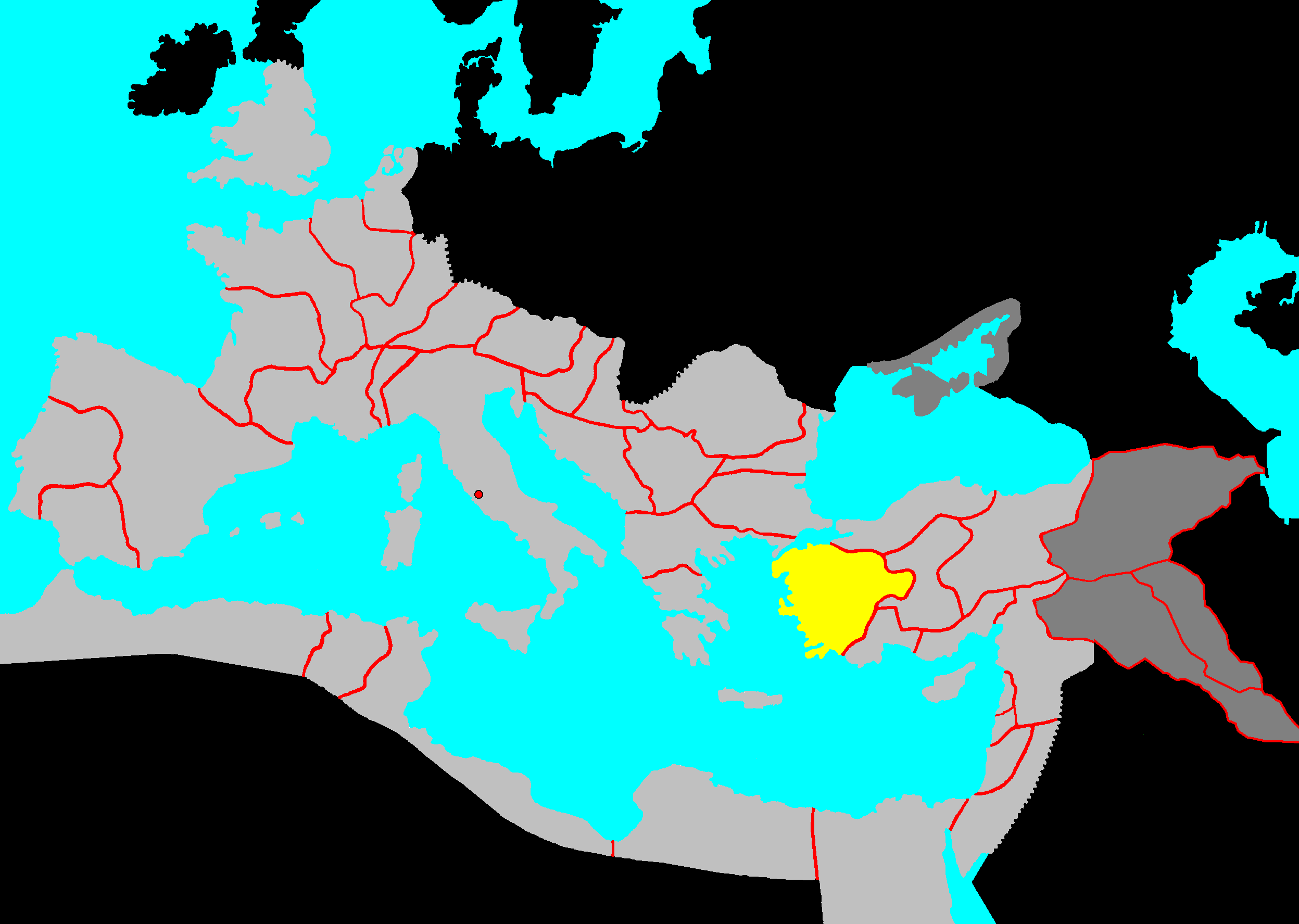
亚细亚
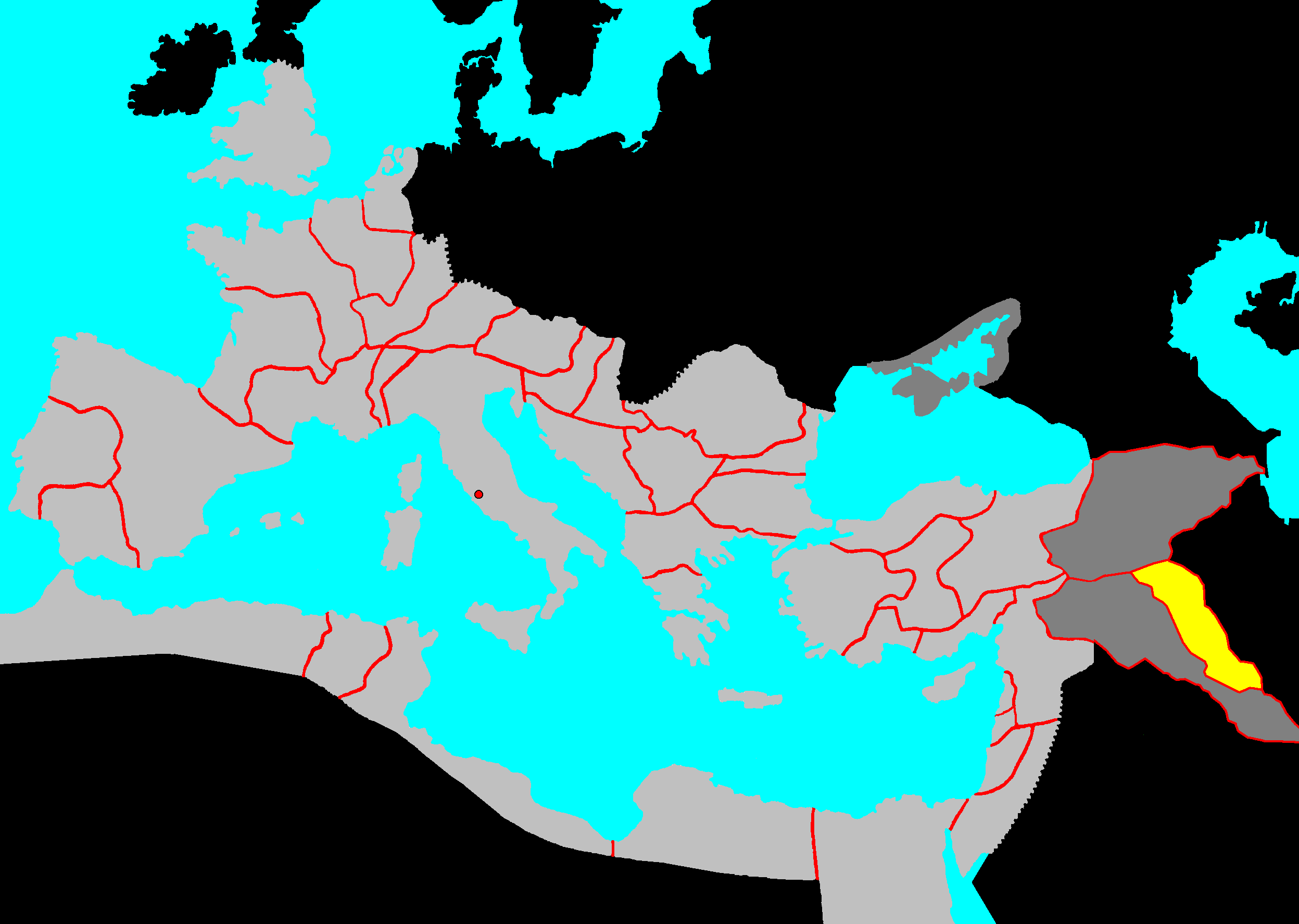
亚述
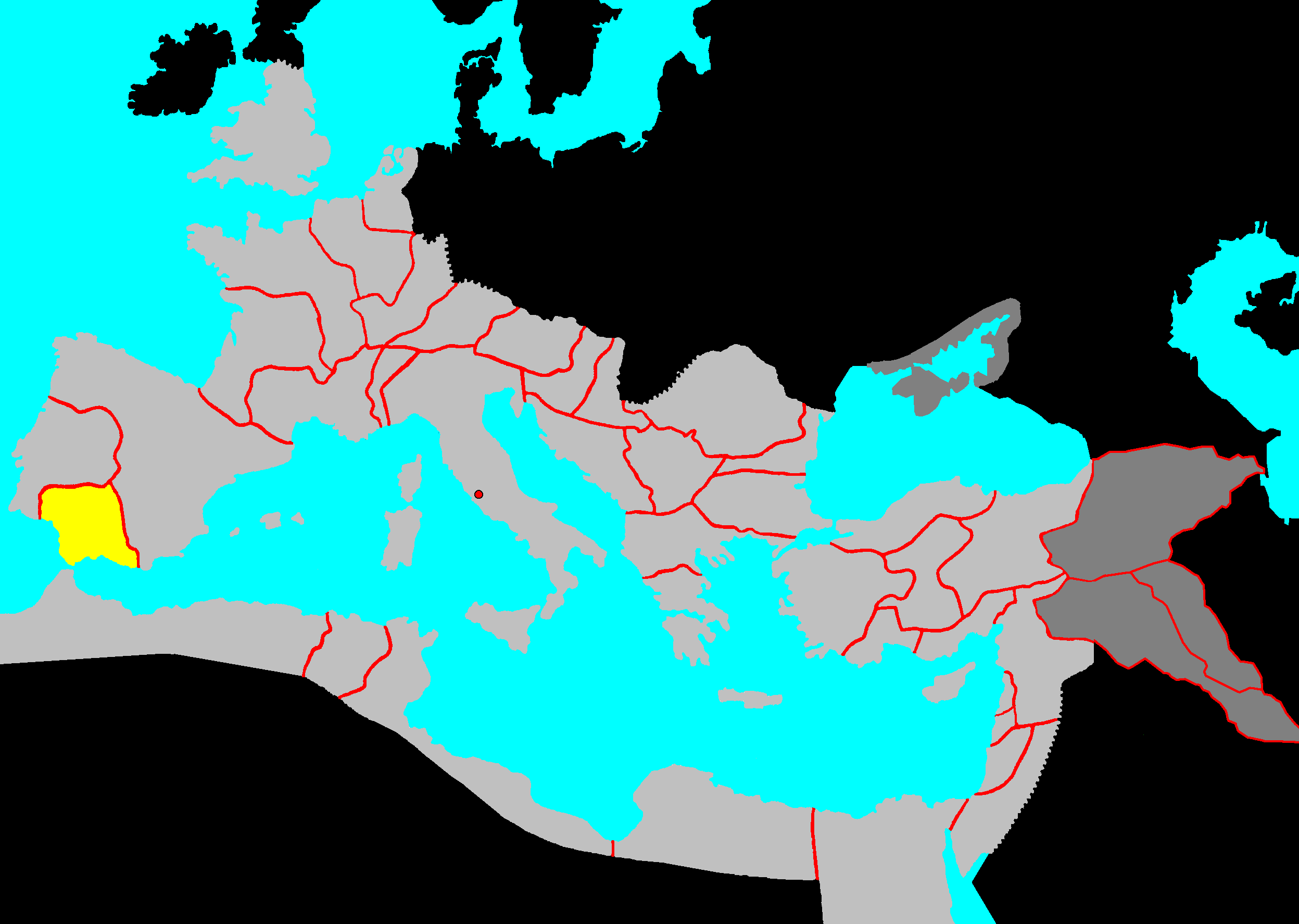
贝提卡
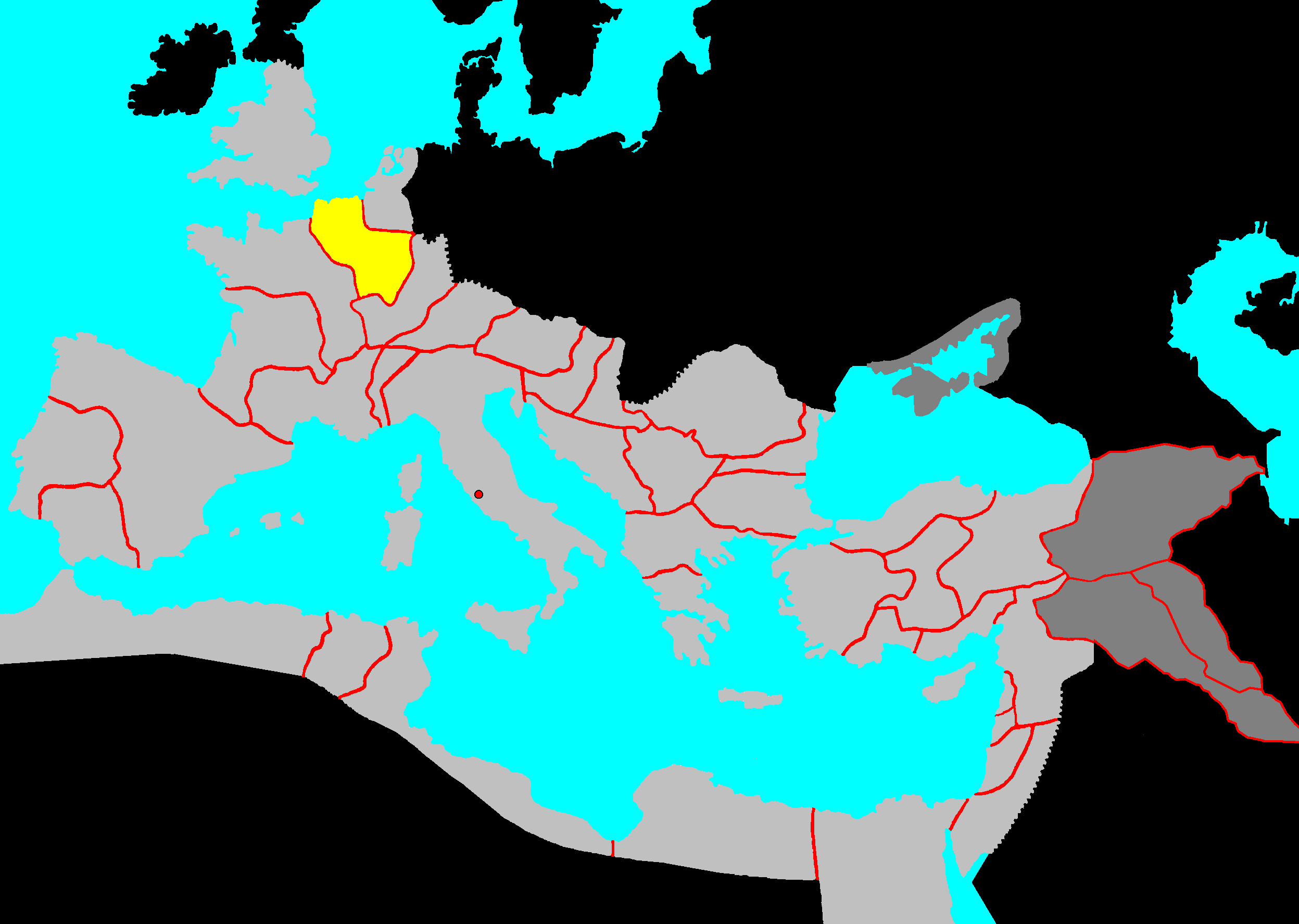
比利时
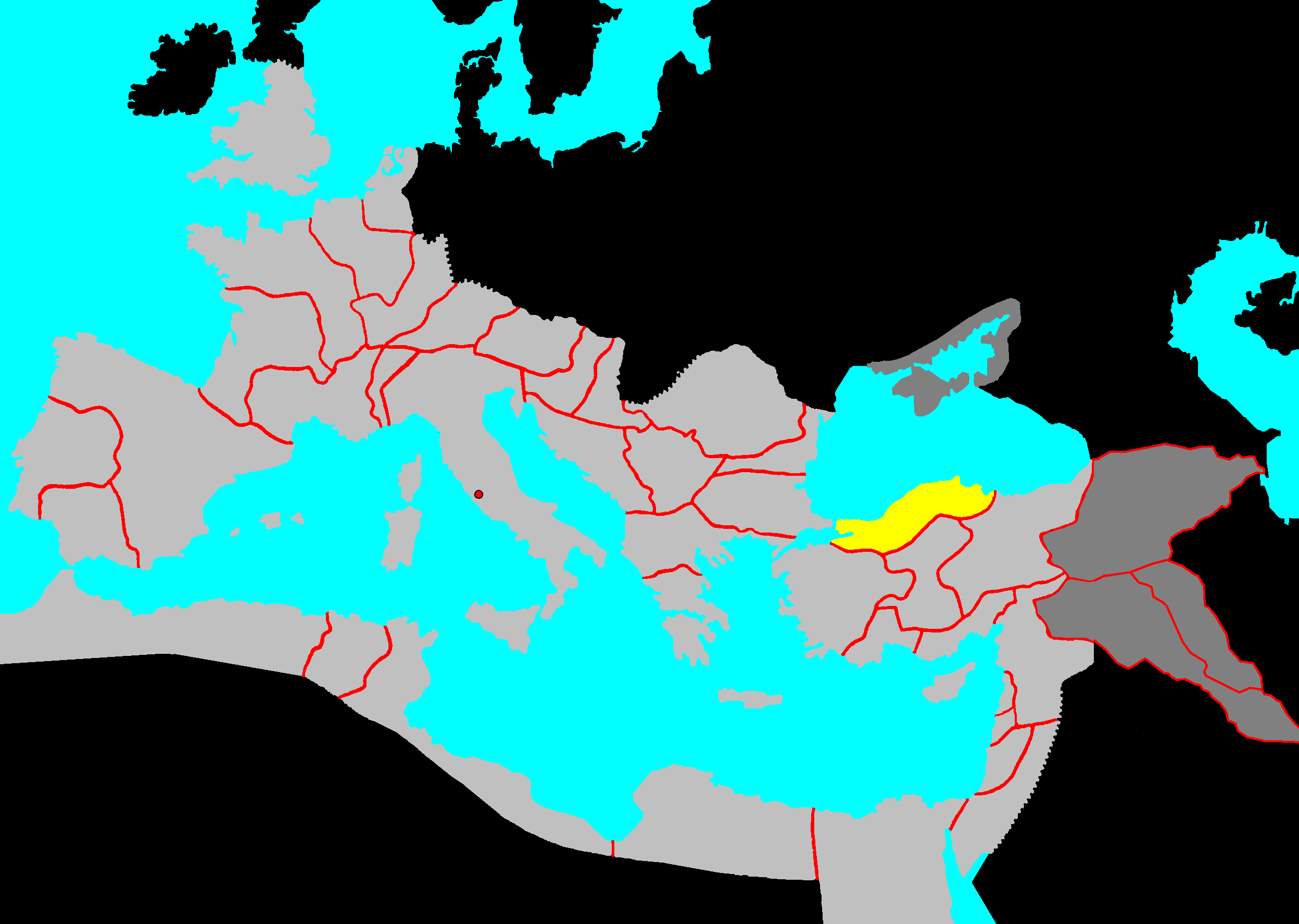
比提尼亚和本都
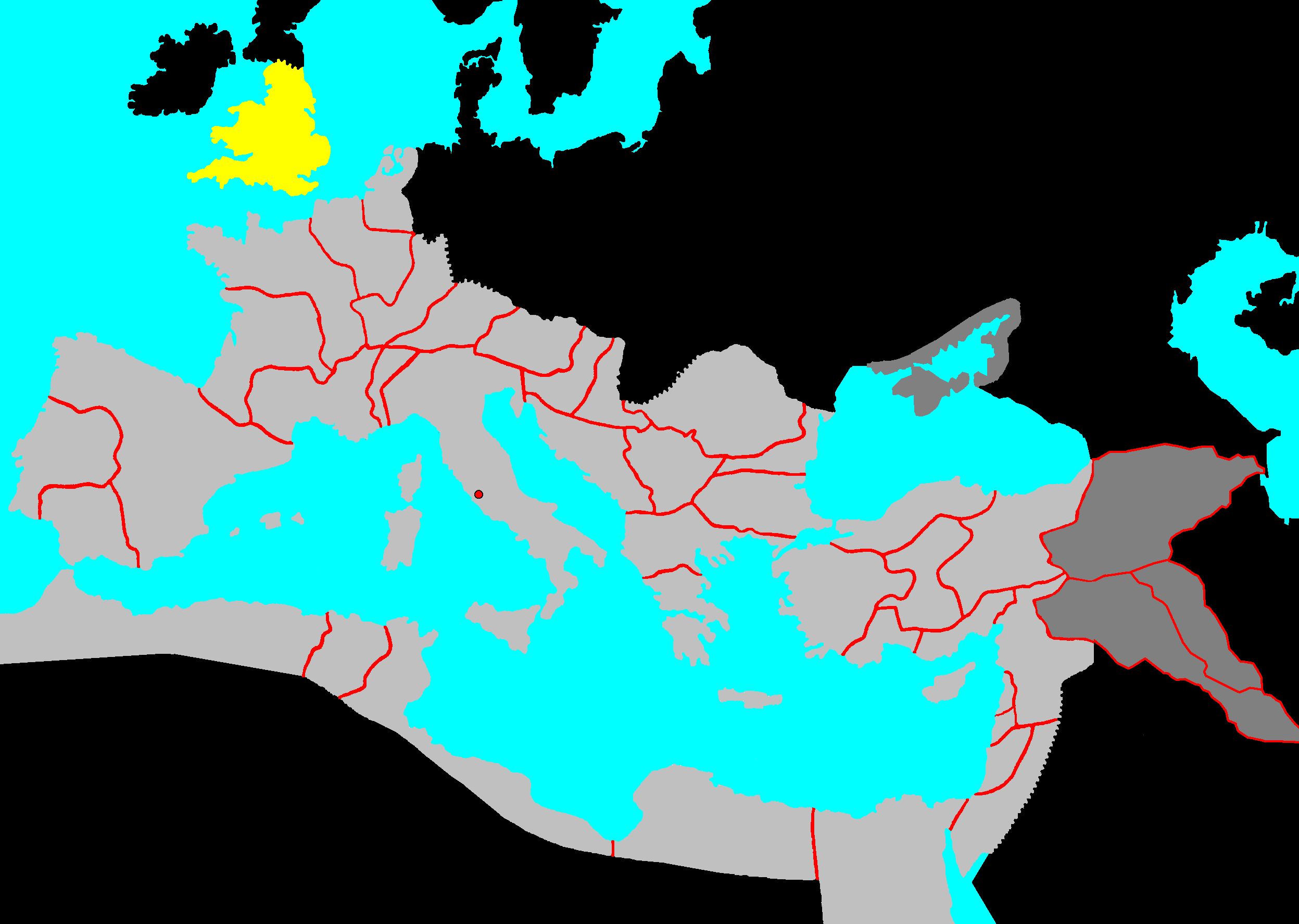
不列颠
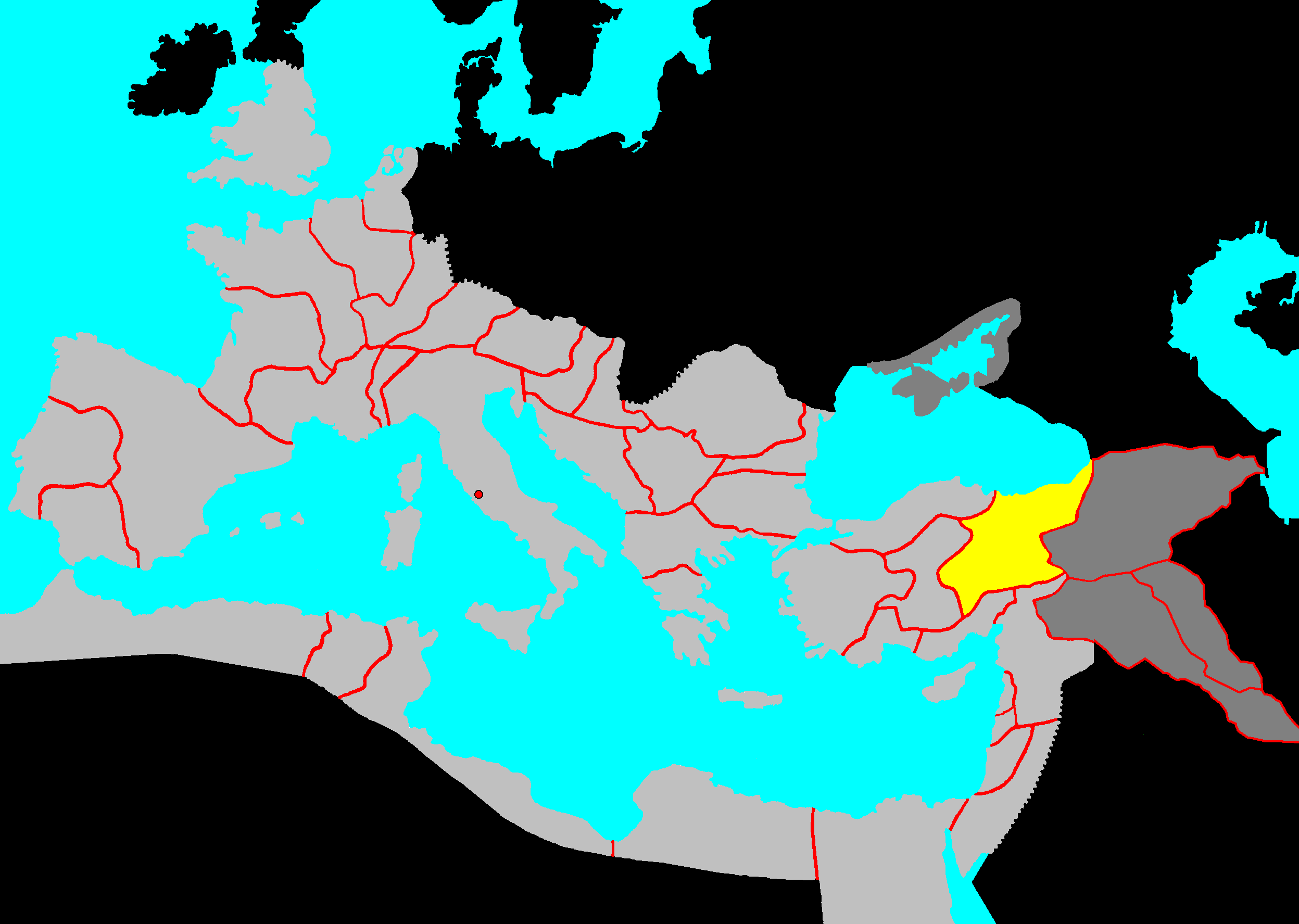
卡帕多细亚
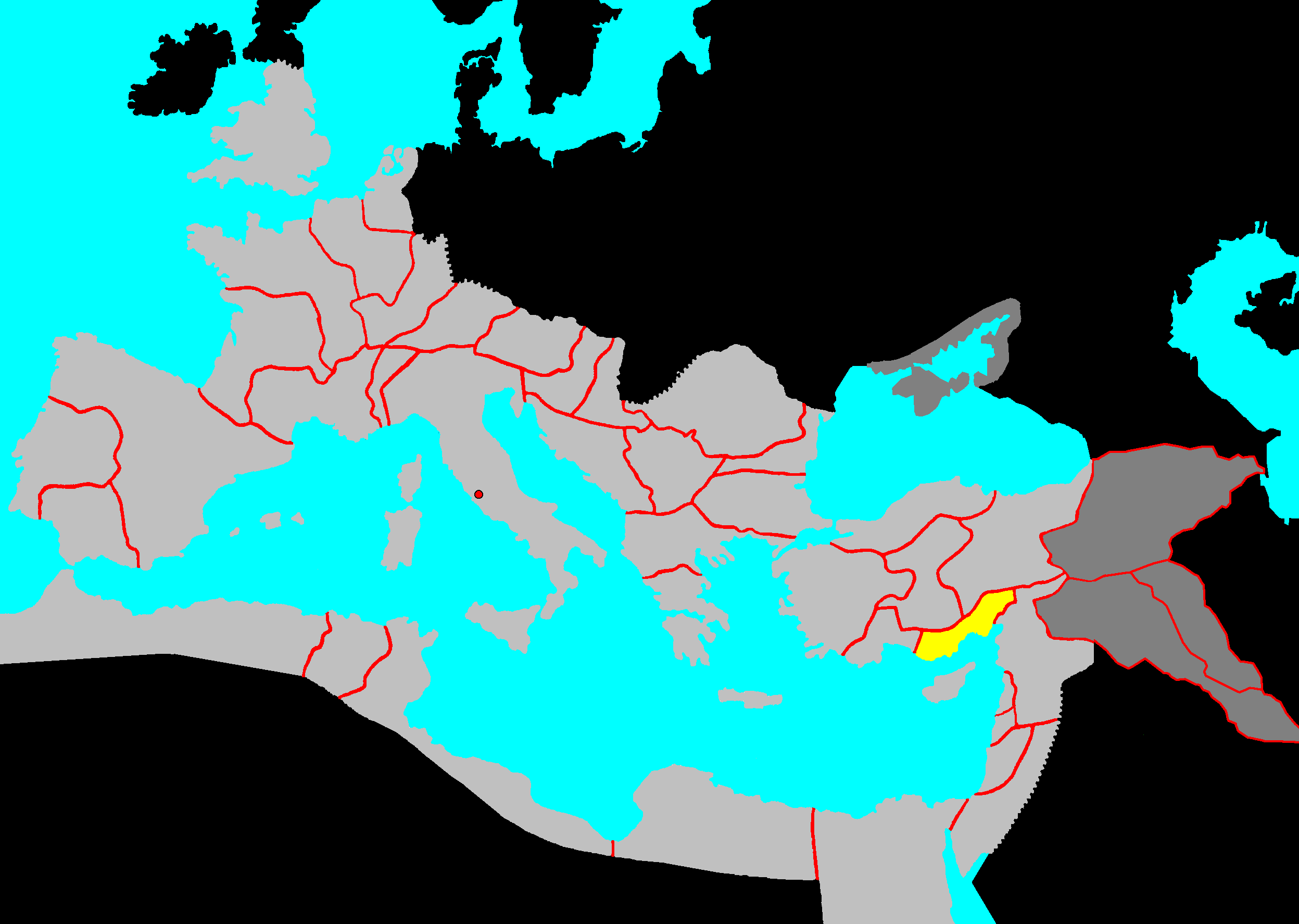
奇里乞亚
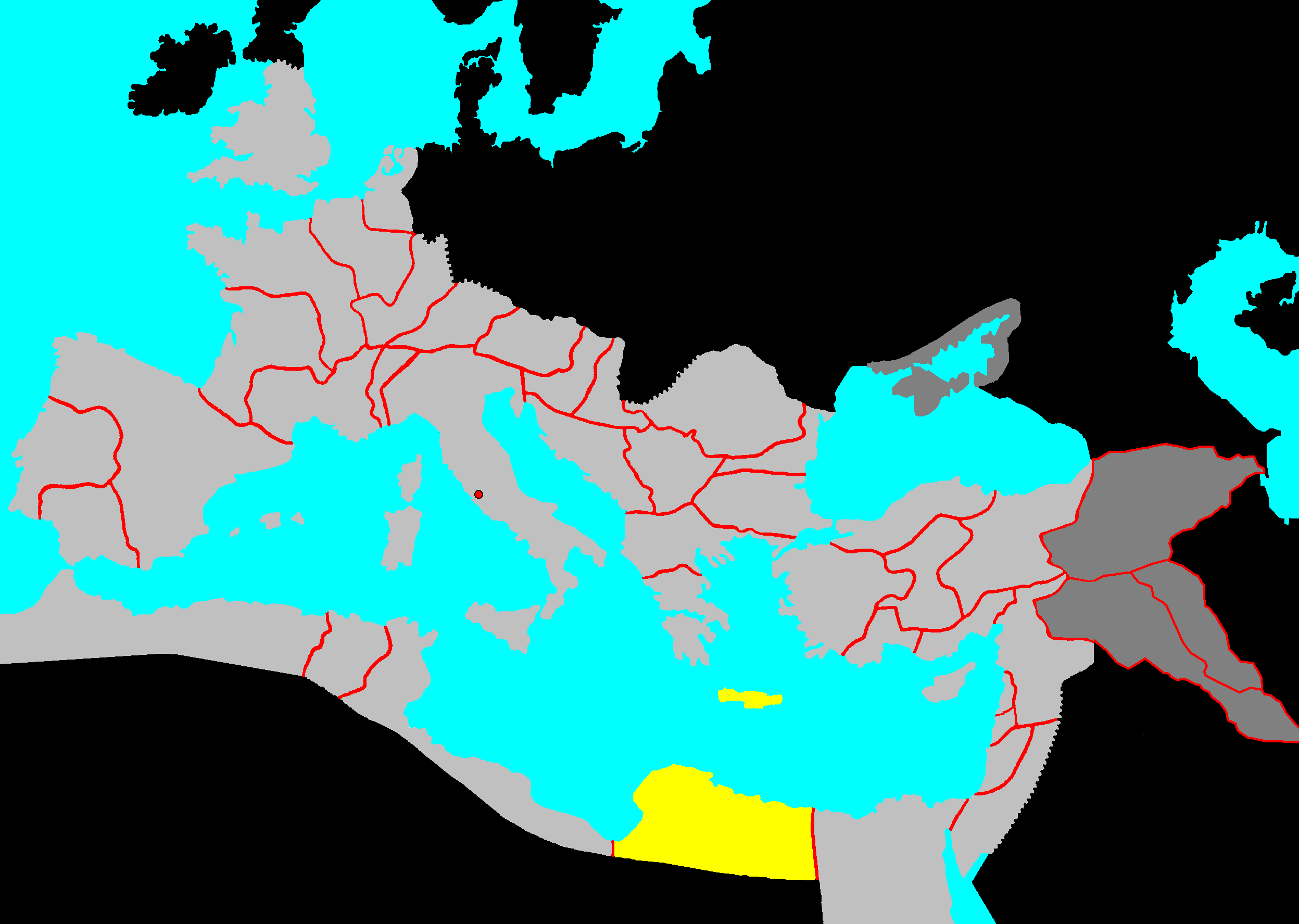
克里特和昔兰尼加
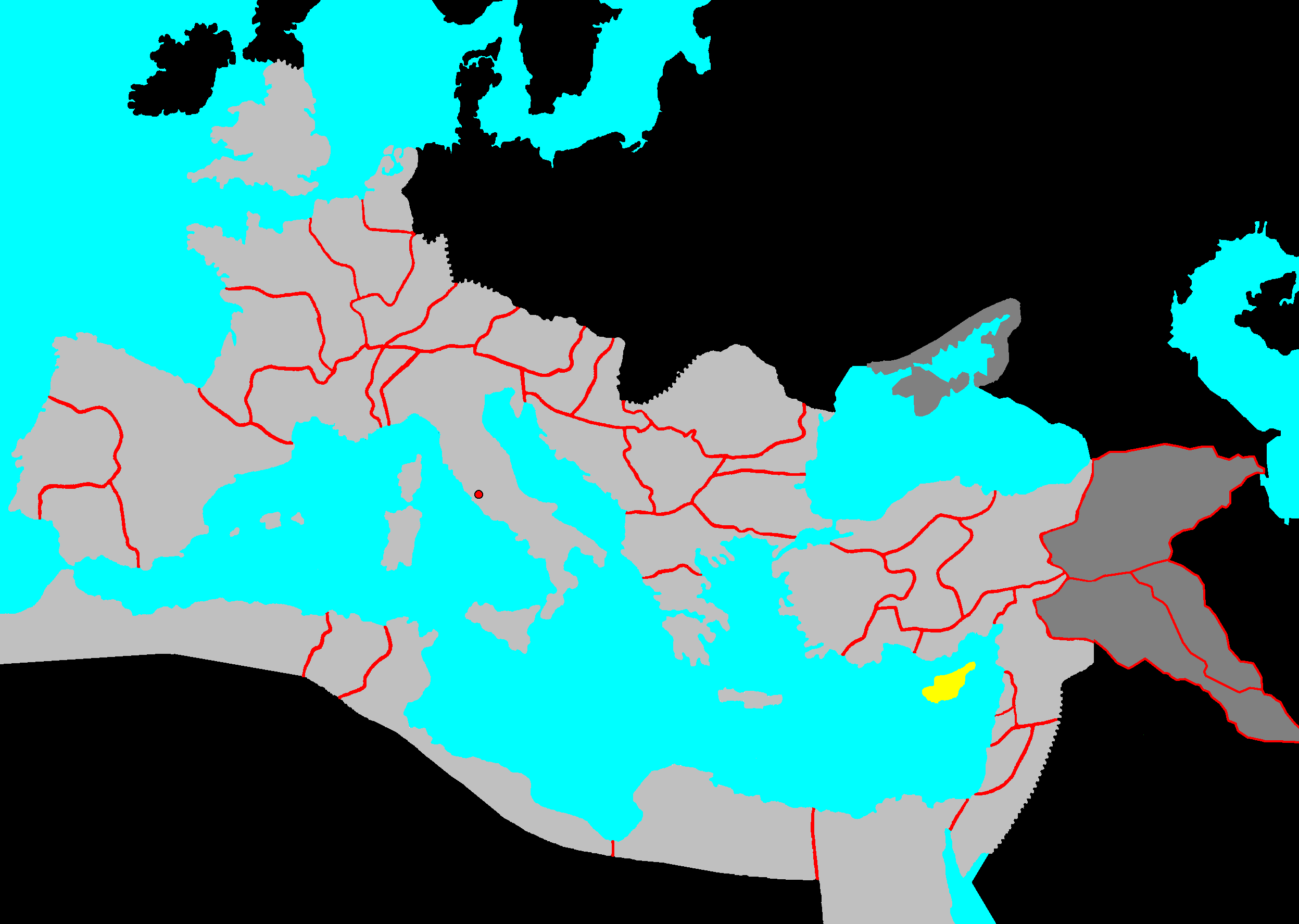
塞浦路斯
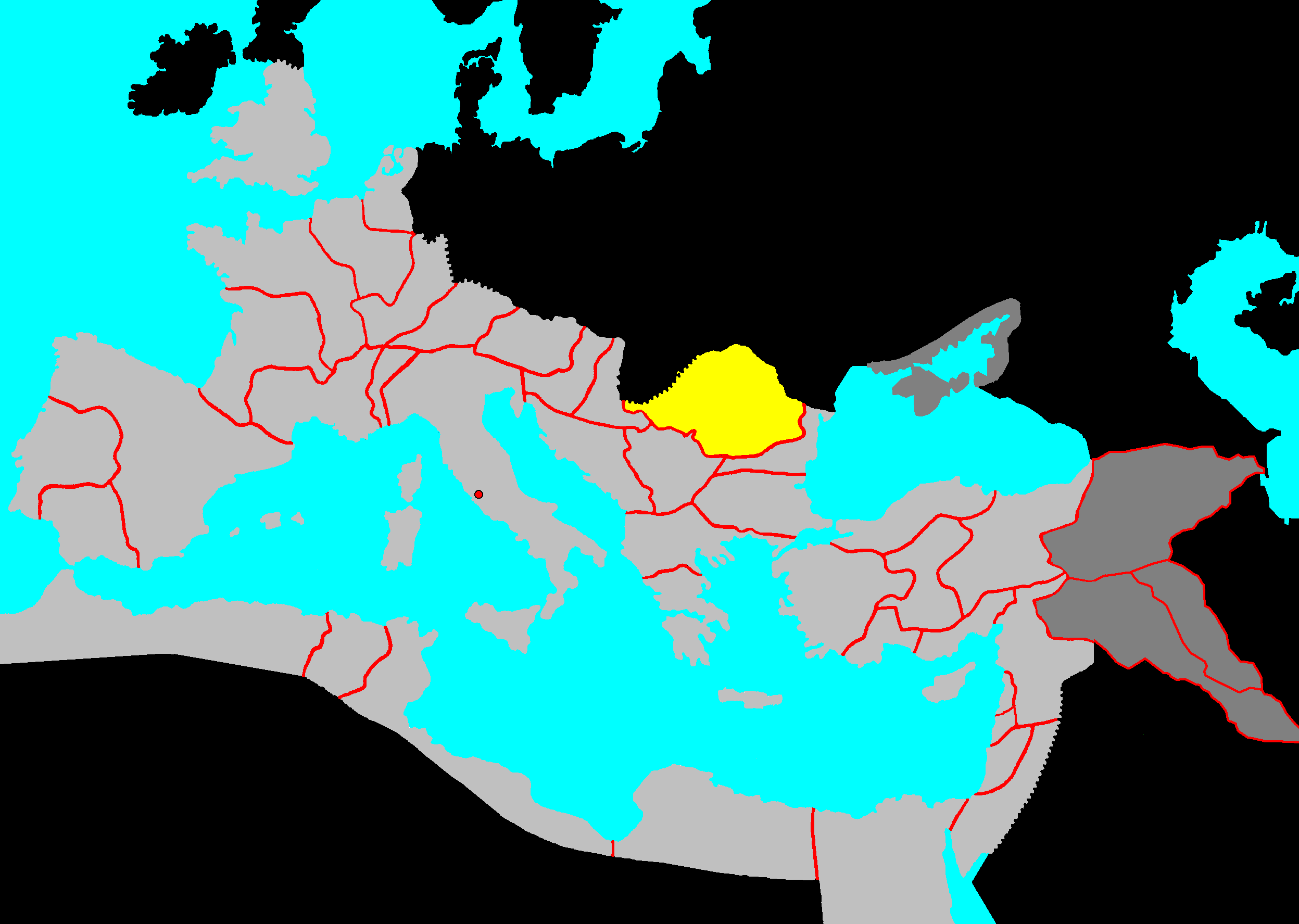
达基亚
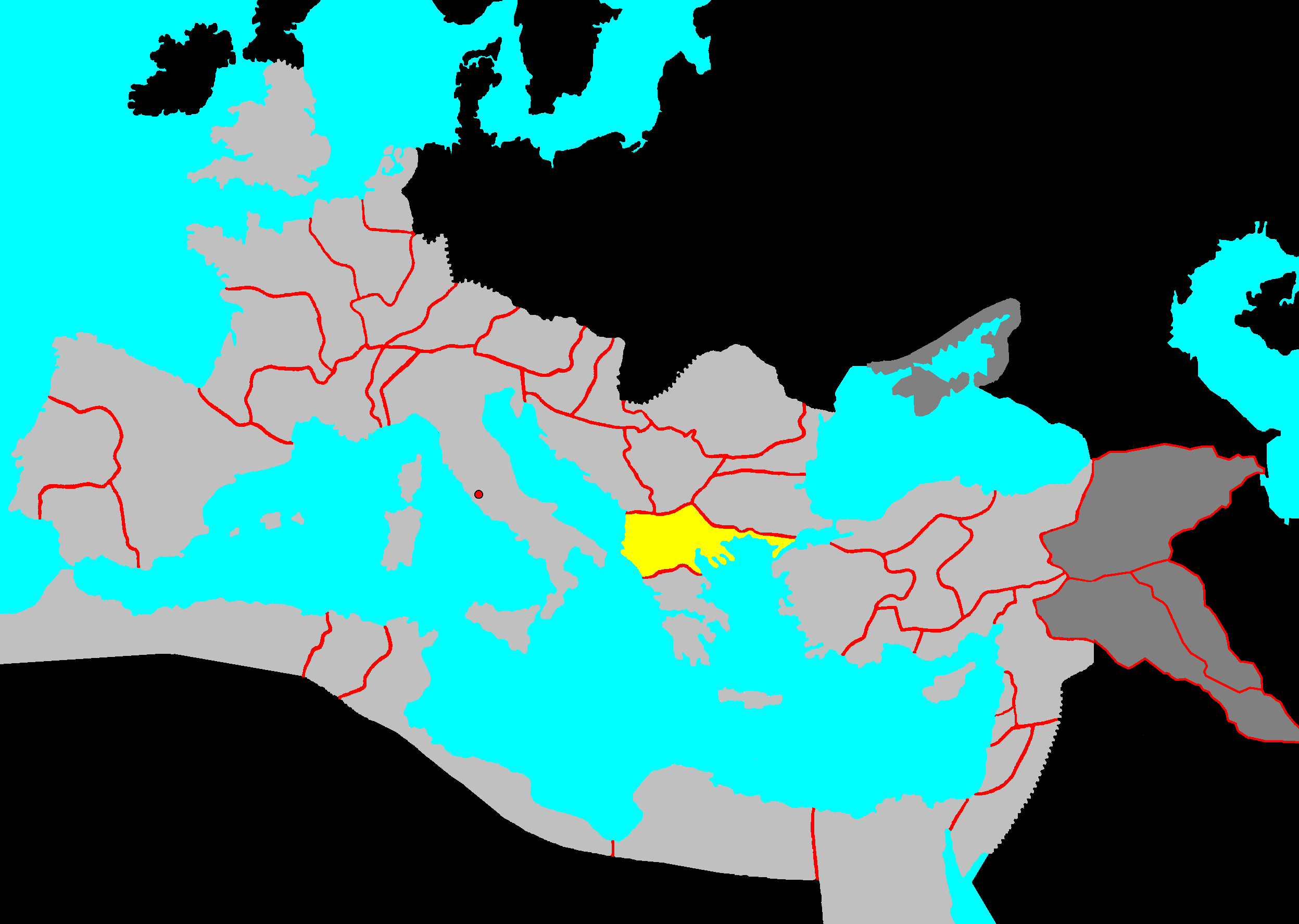
伊庇鲁斯
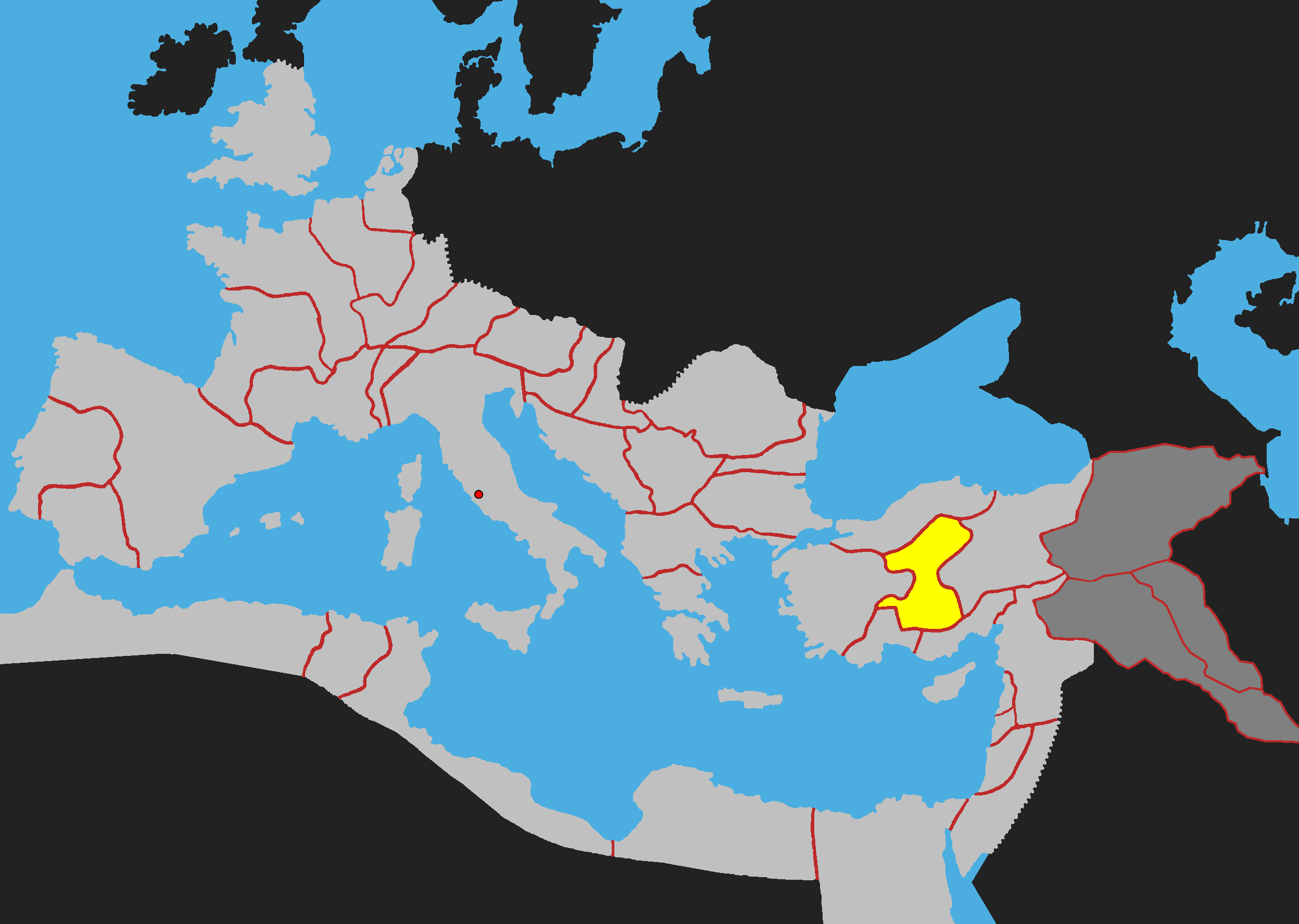
加拉太
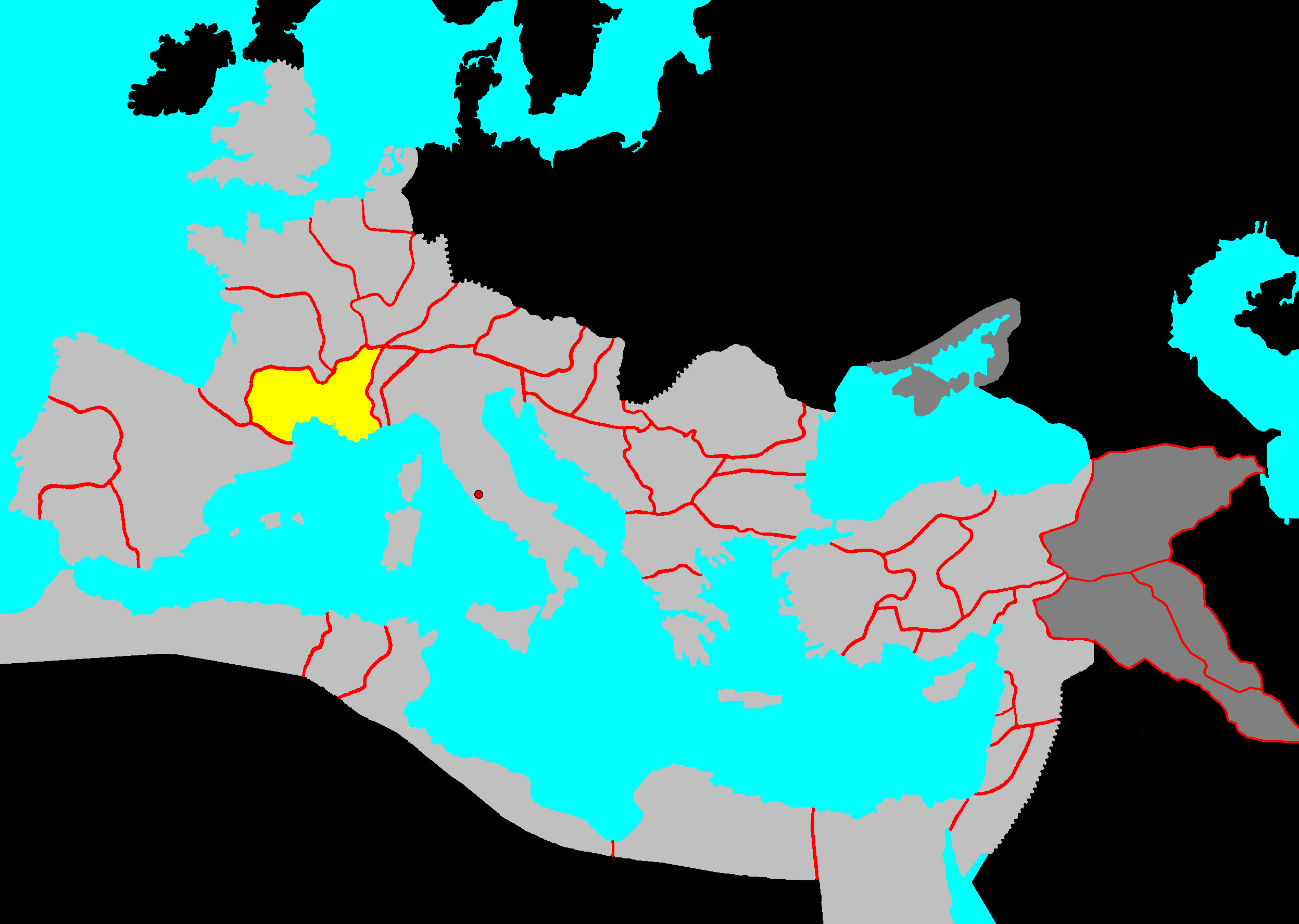
那旁高卢
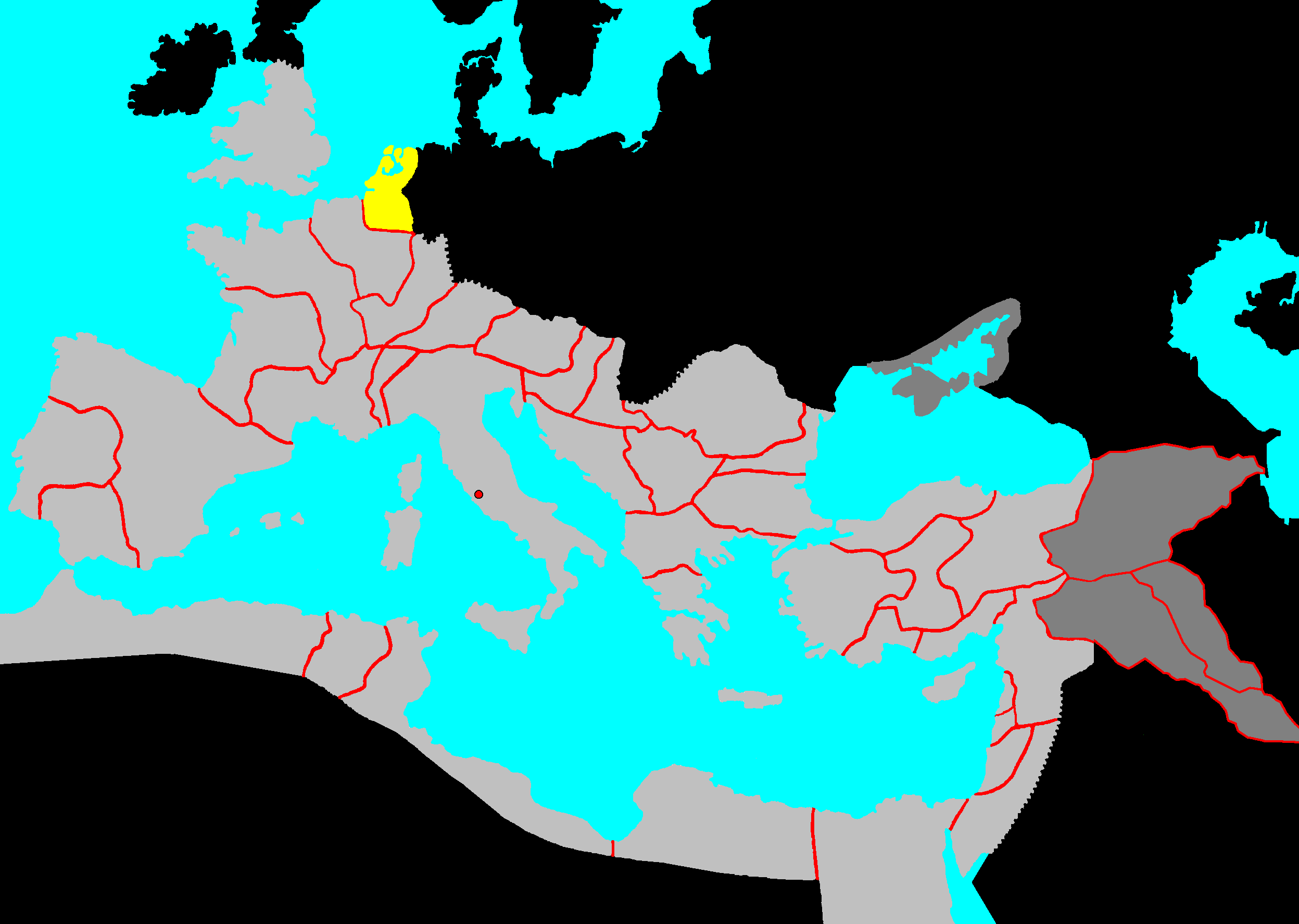
下日耳曼尼亚
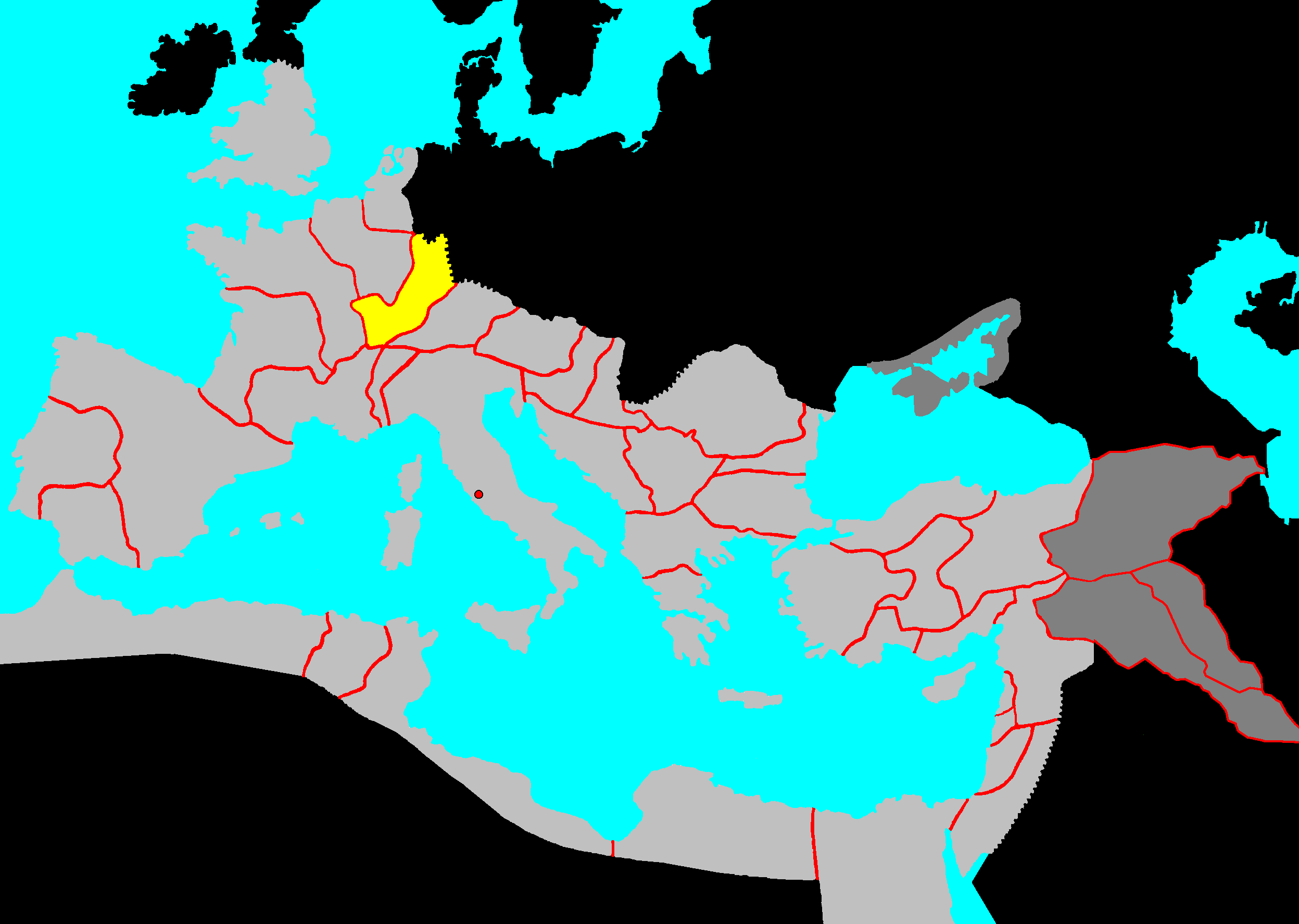
上日耳曼尼亚
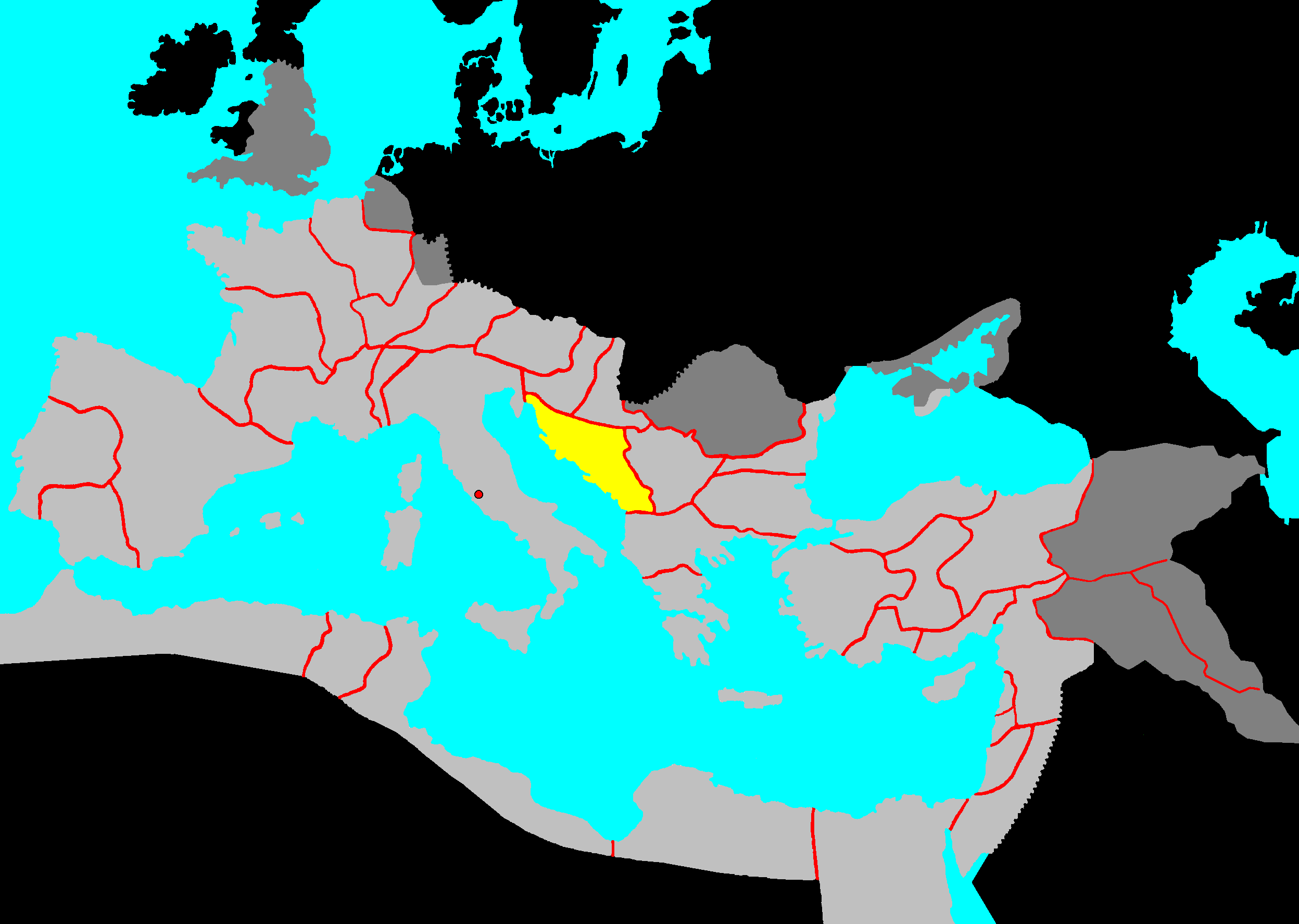
伊利里亚
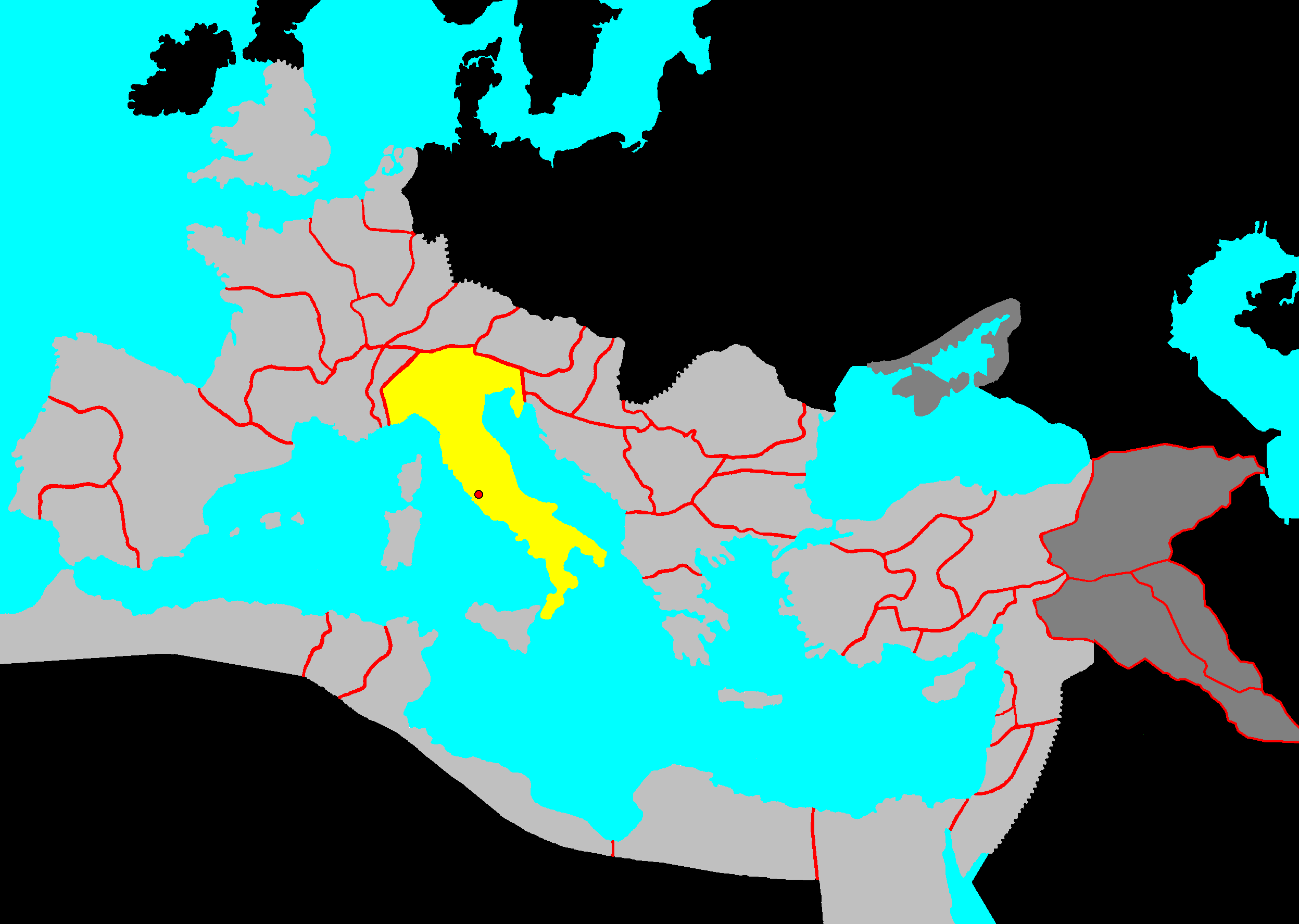
意大利本土
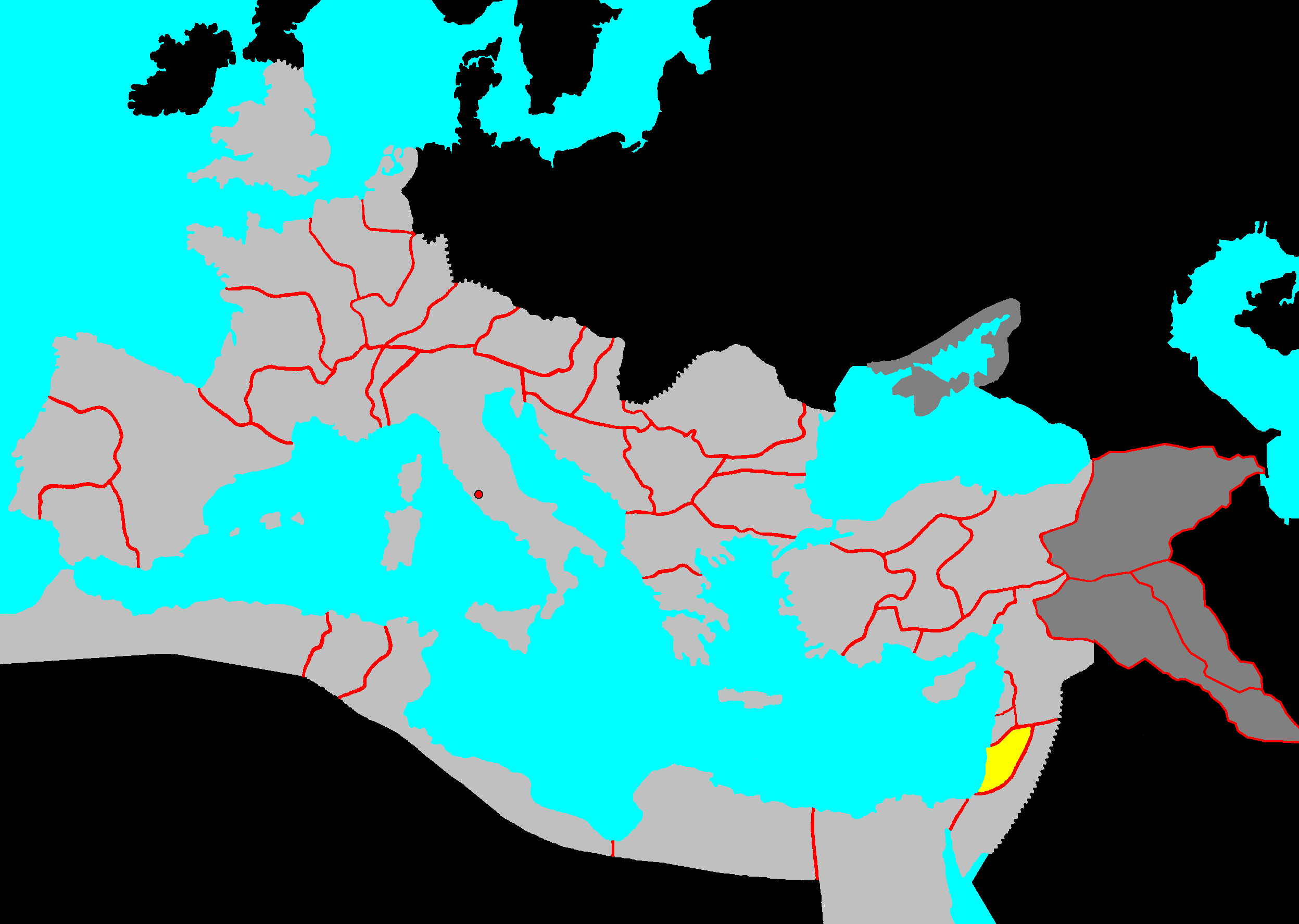
犹太省
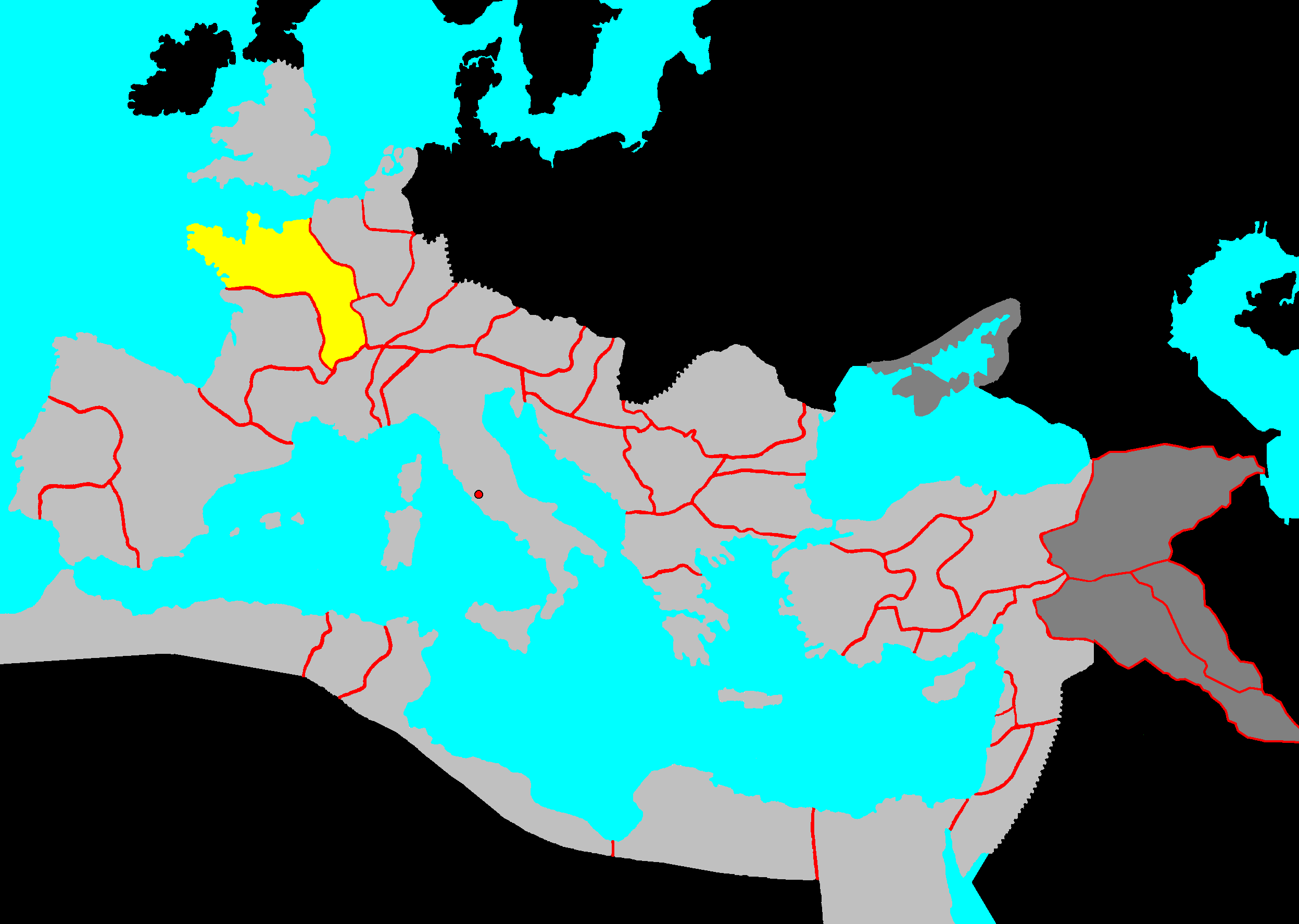
卢格敦高卢
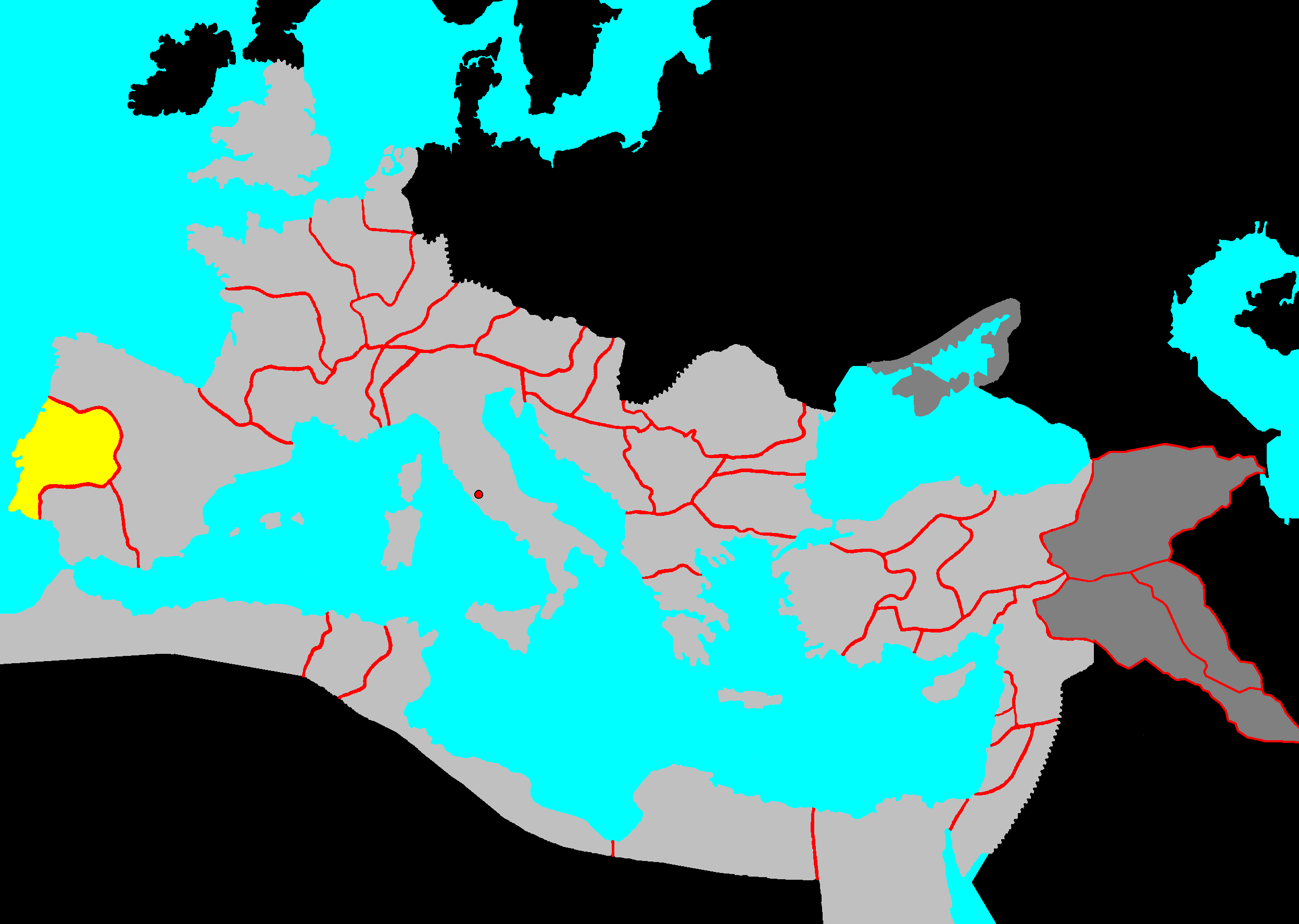
卢西坦尼亚
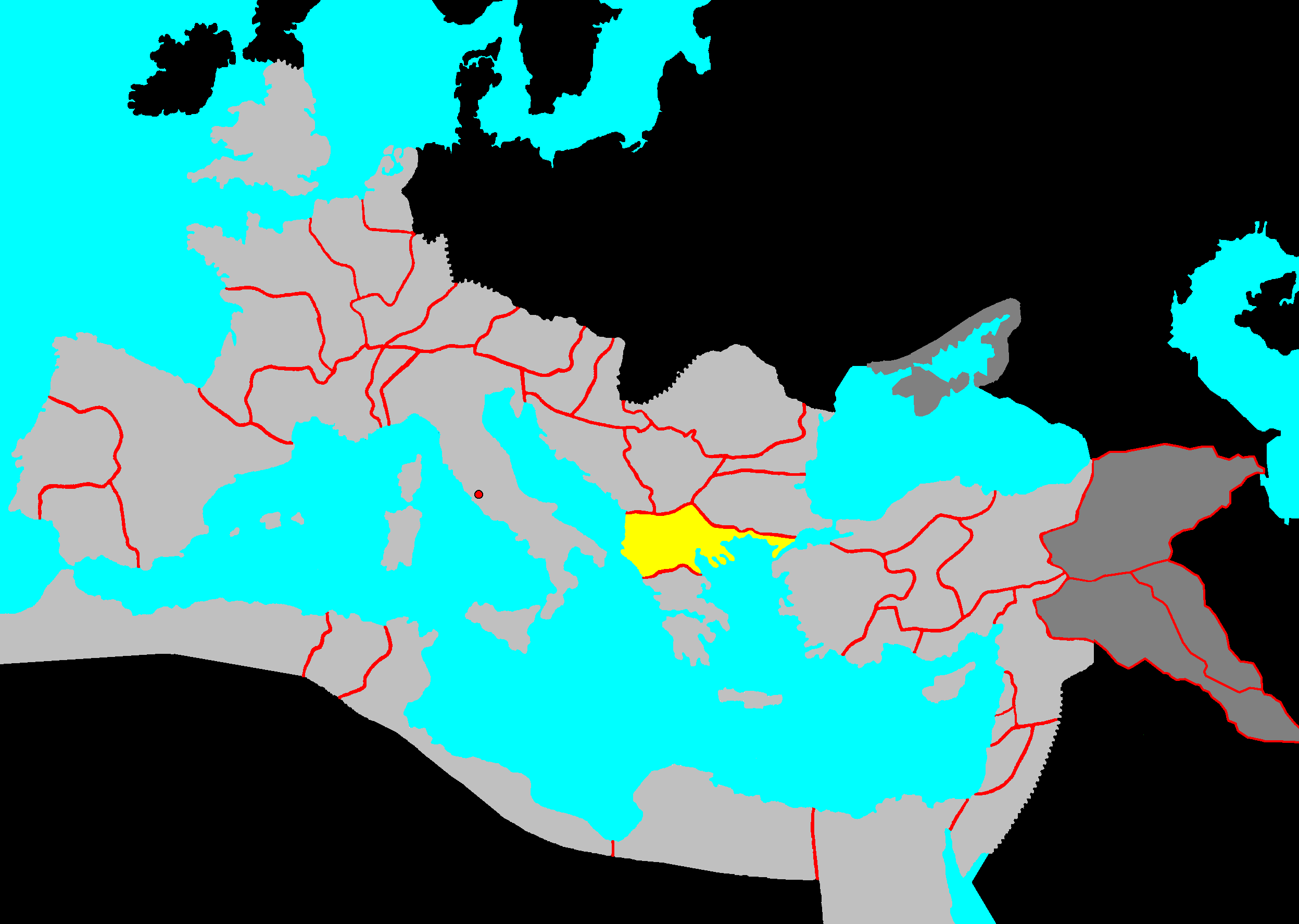
马其顿
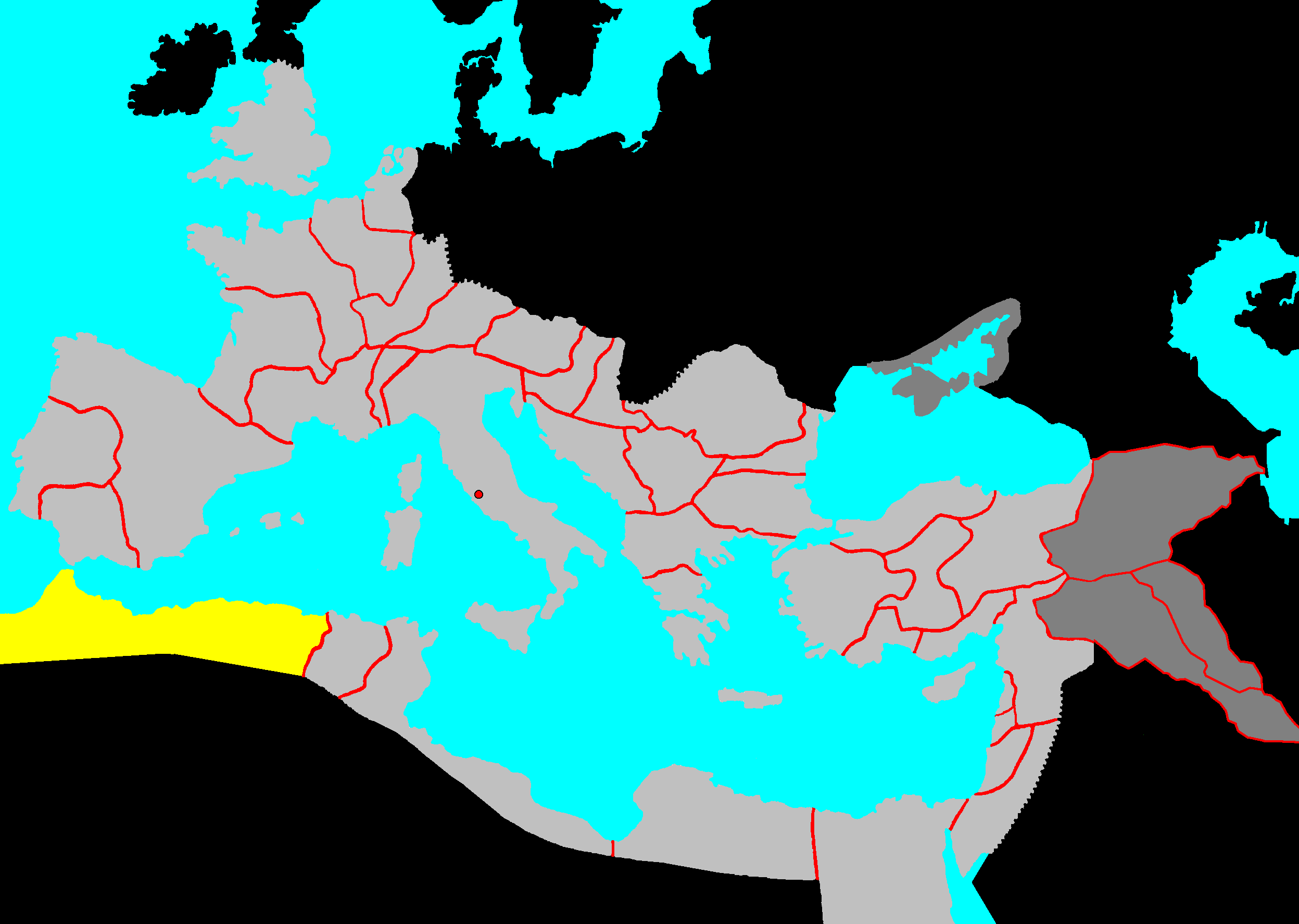
毛里塔尼亚
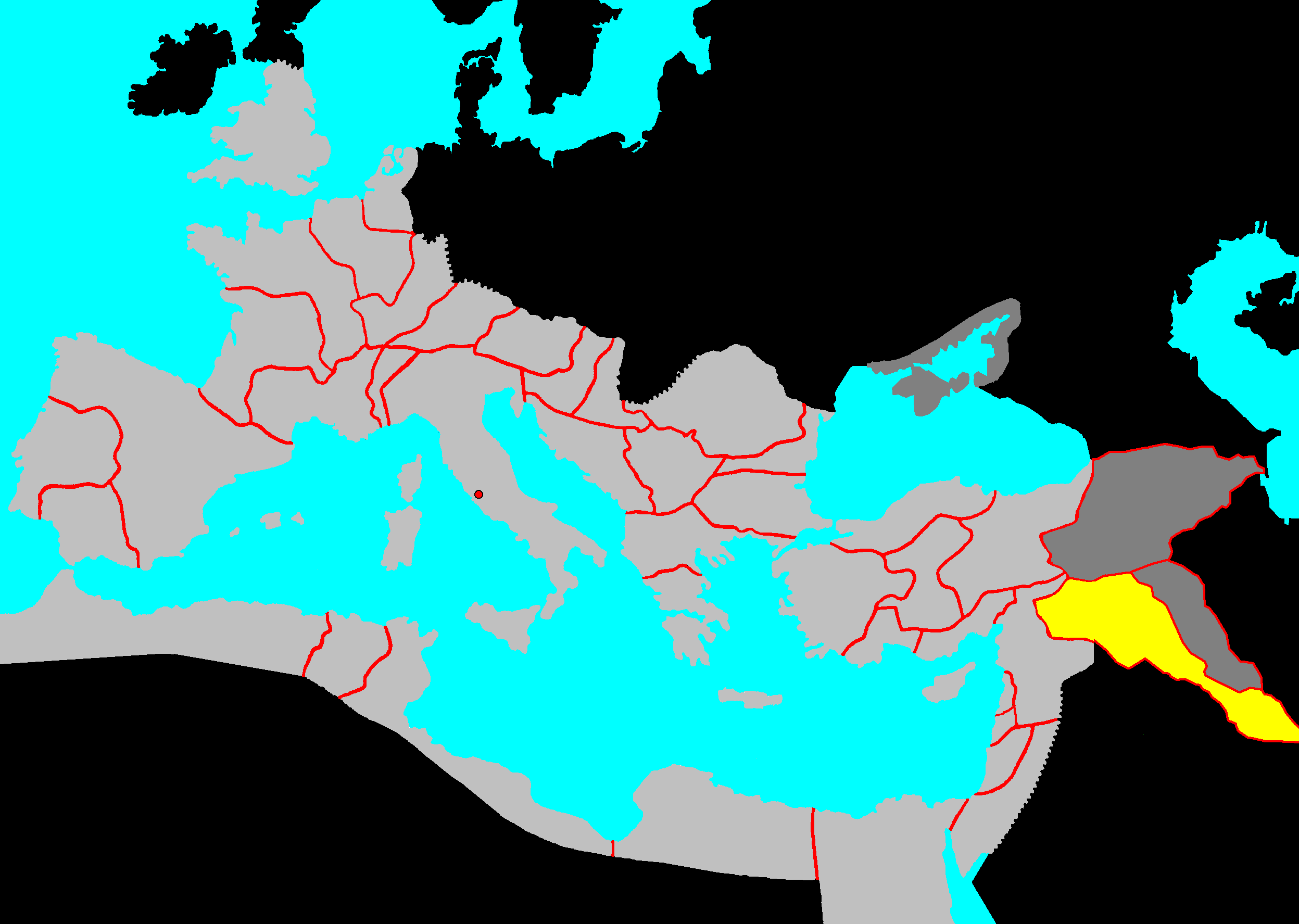
美索不达米亚
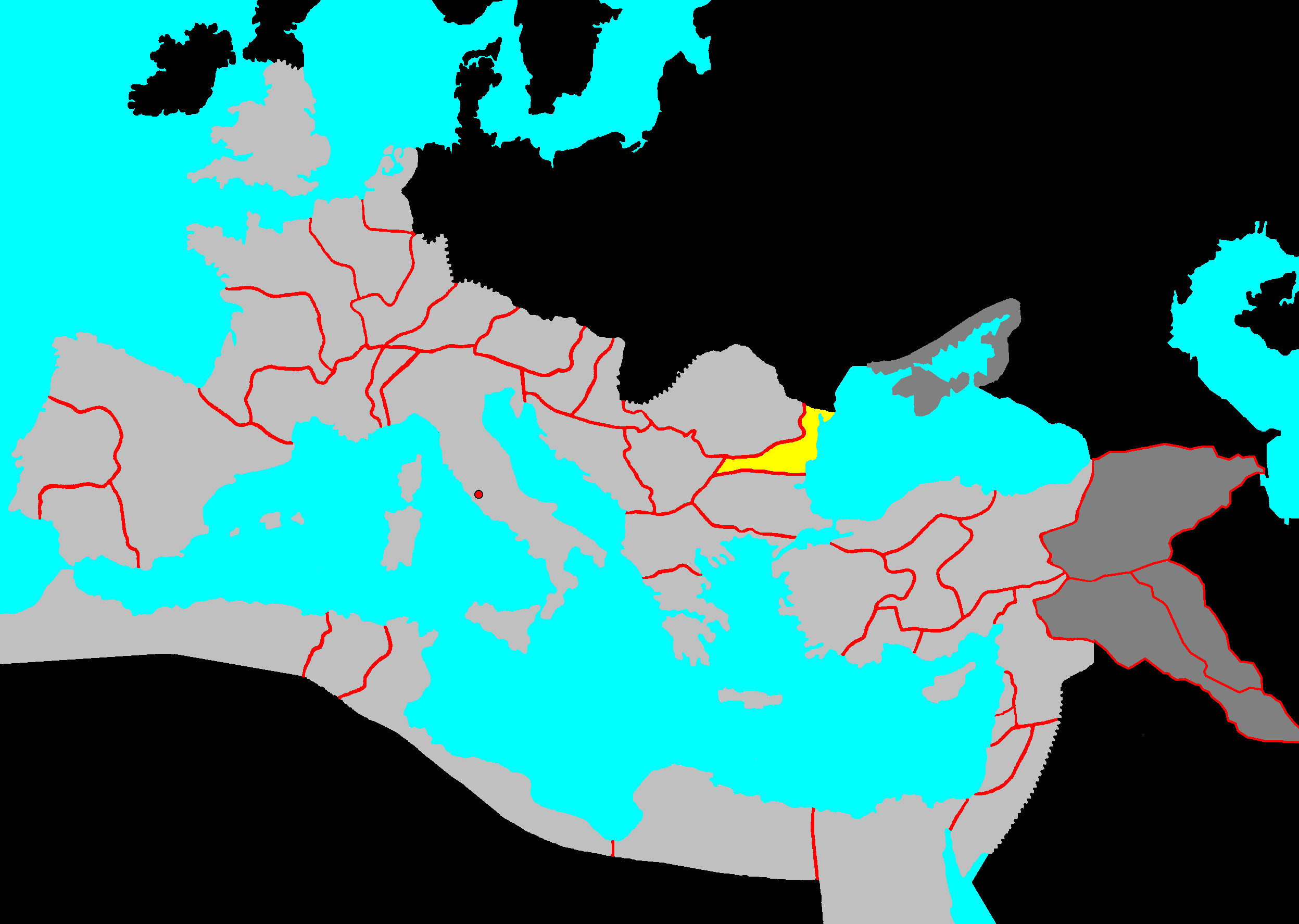
下默西亚
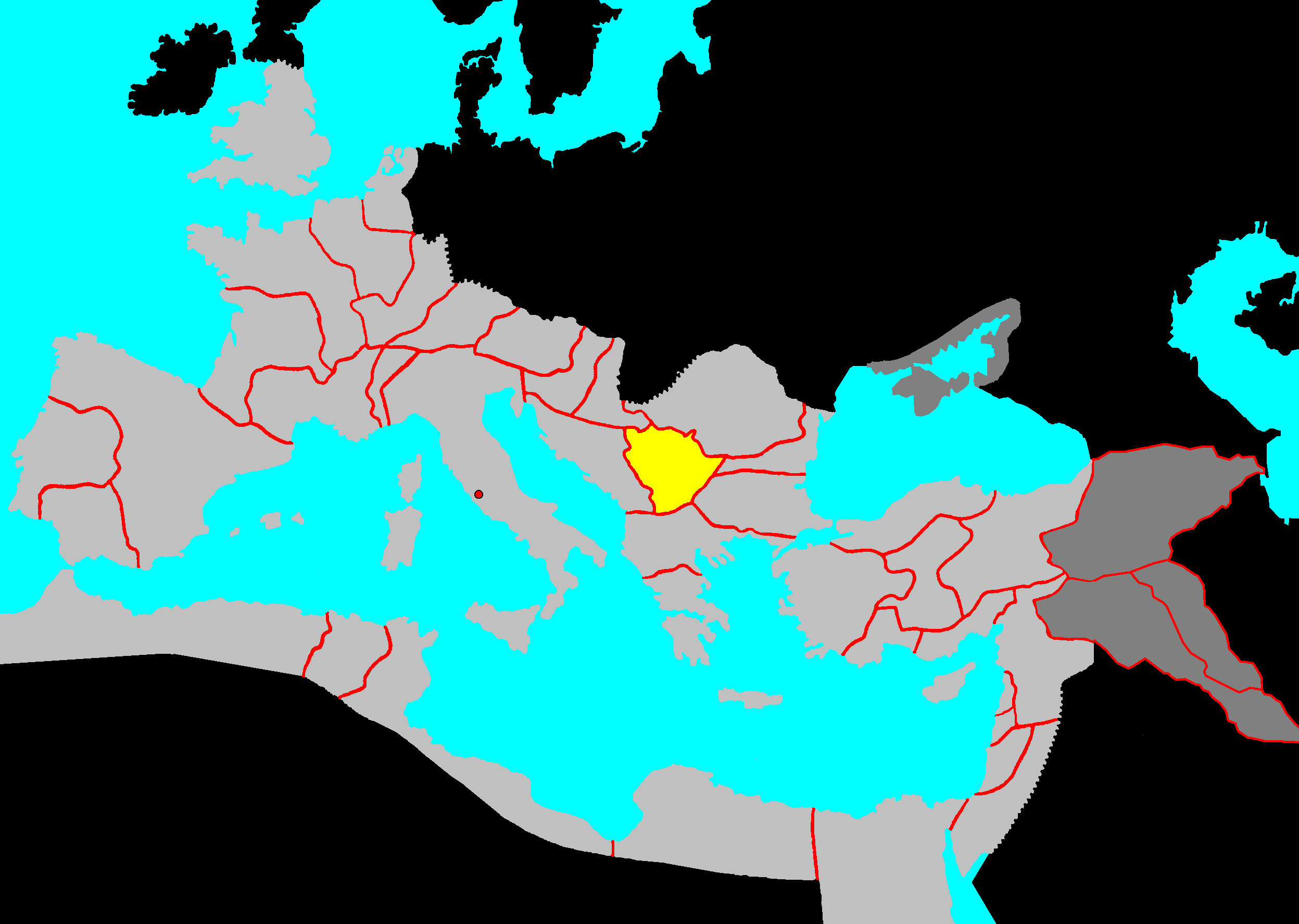
上默西亚
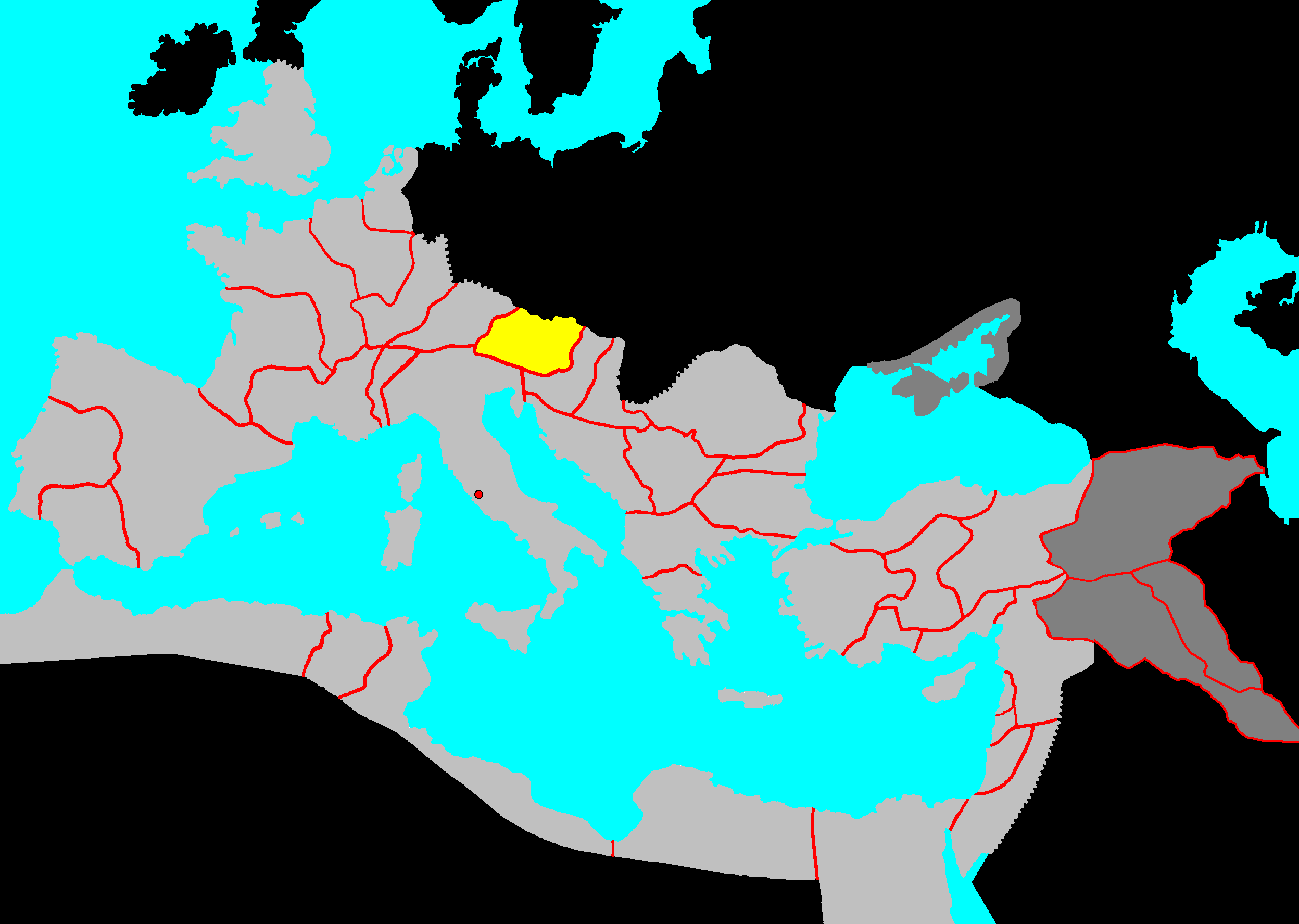
诺里克
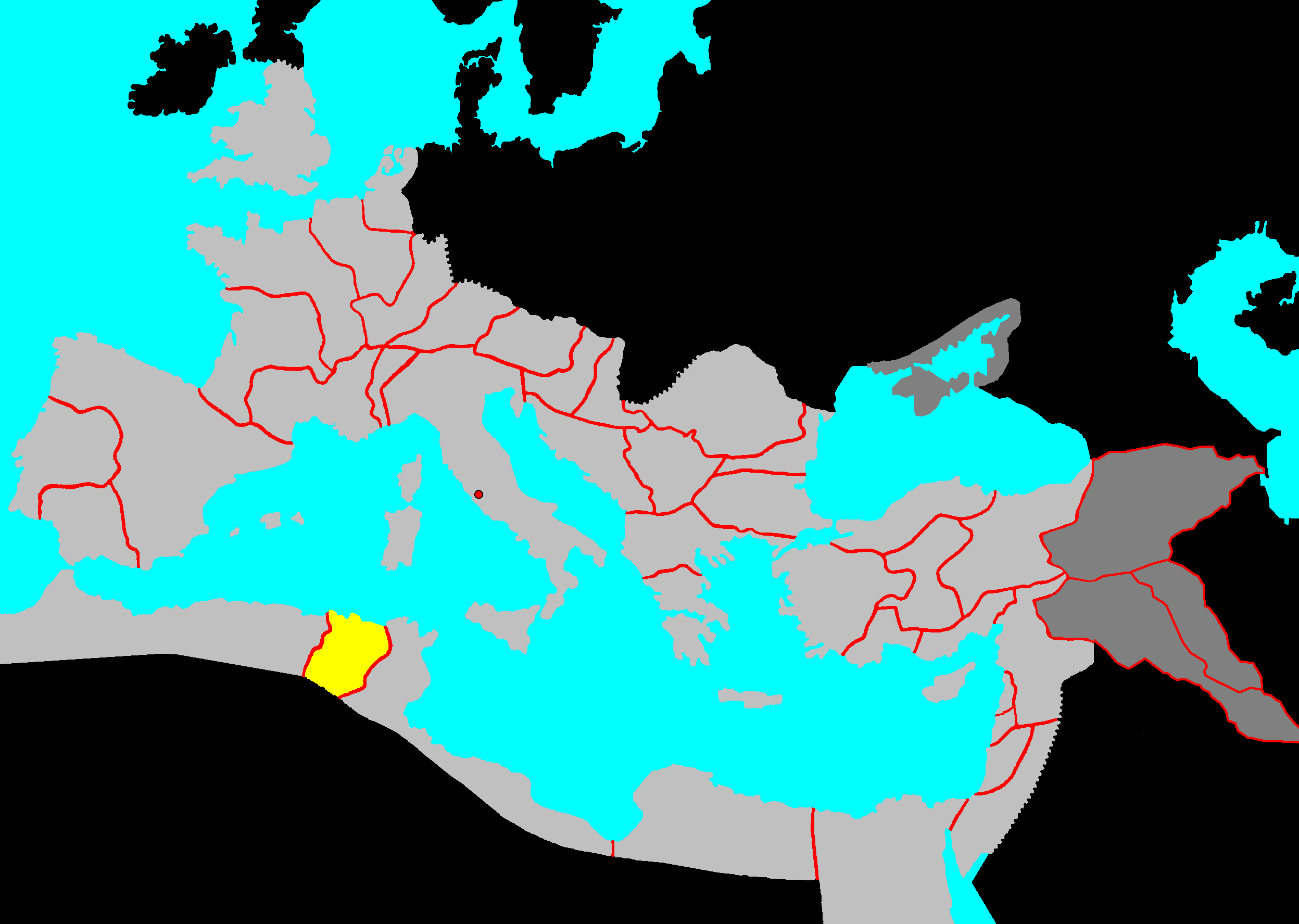
努米底亚
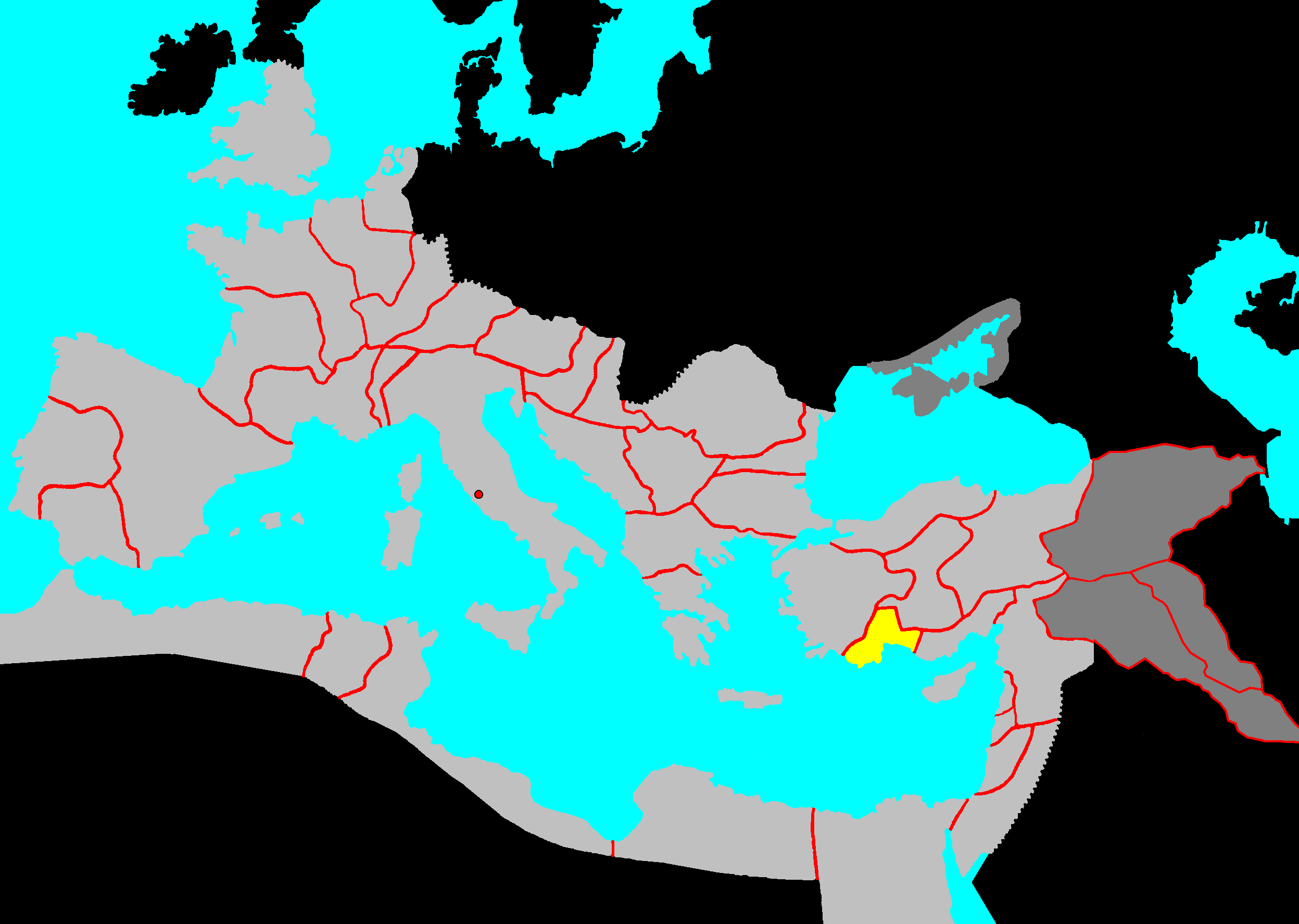
邦非力和吕底亚
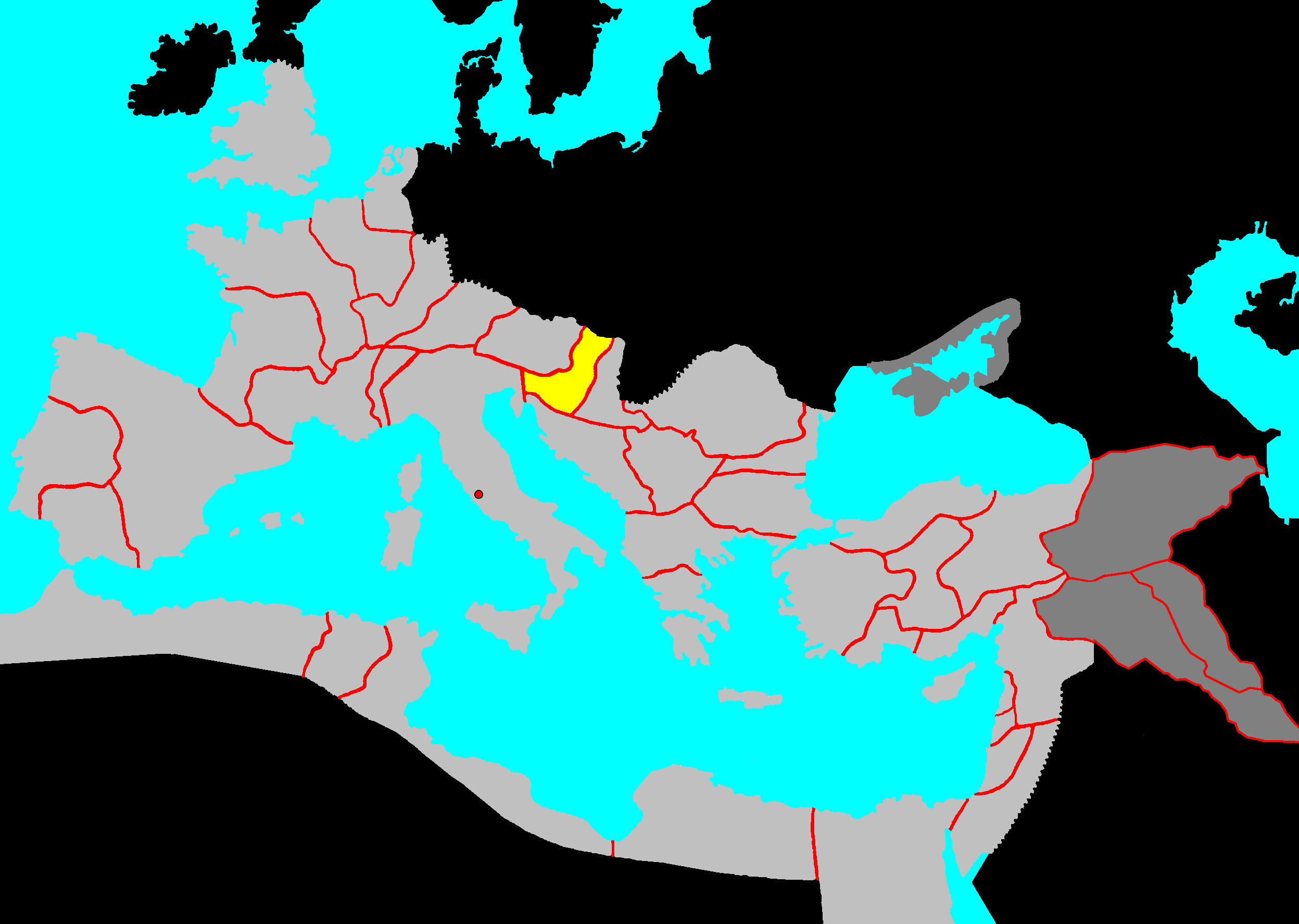
上潘诺尼亚
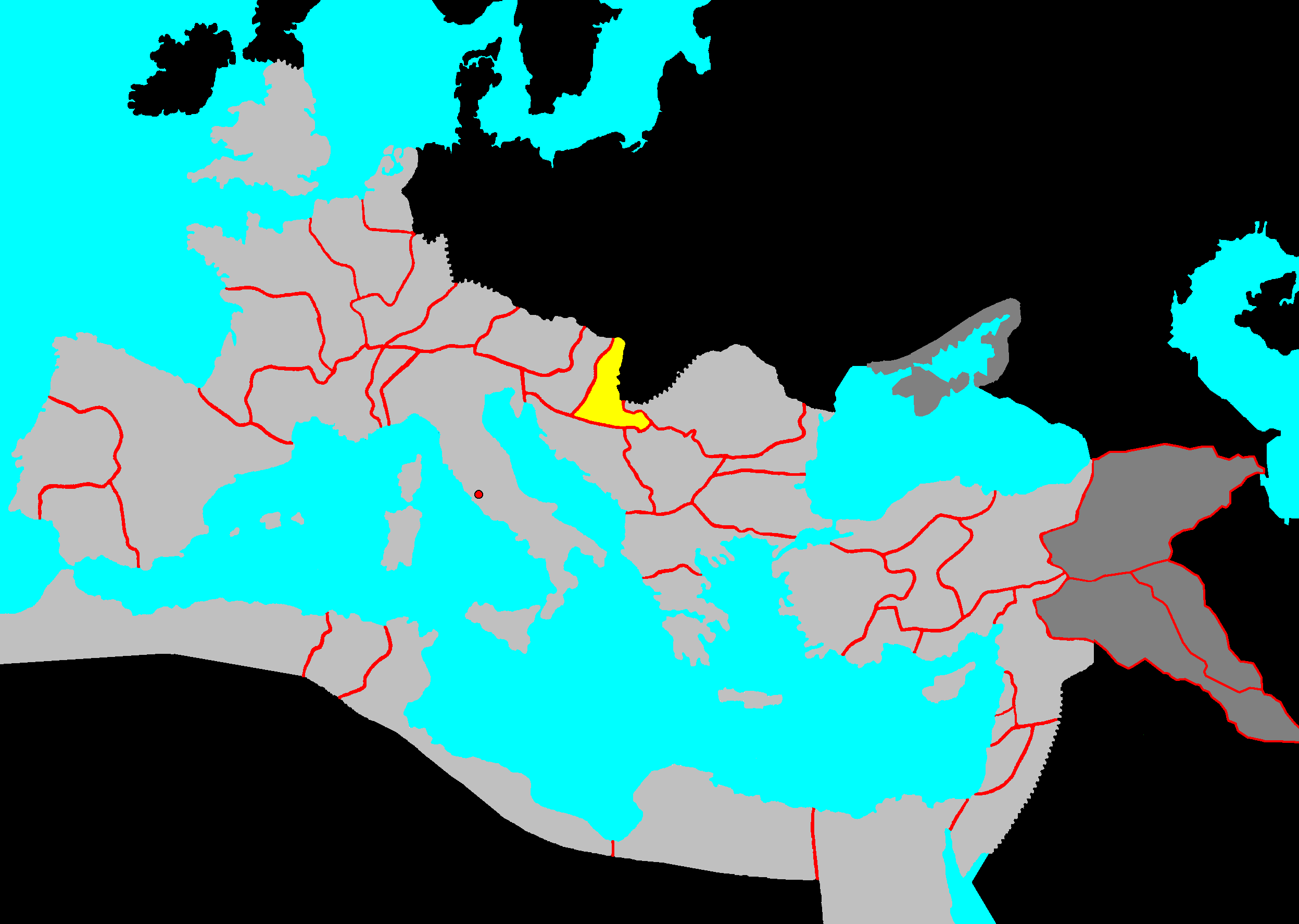
下潘诺尼亚
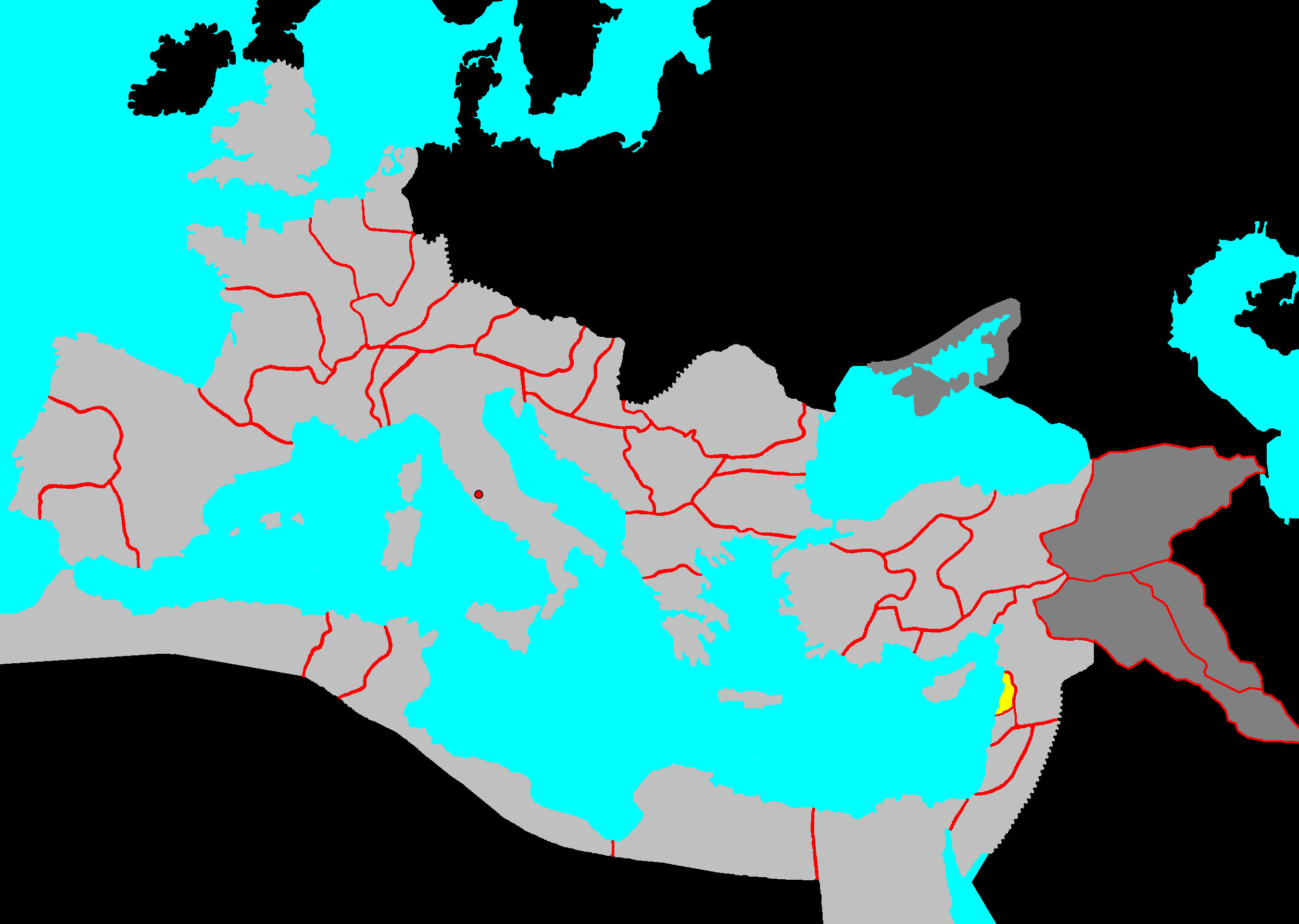
腓尼基
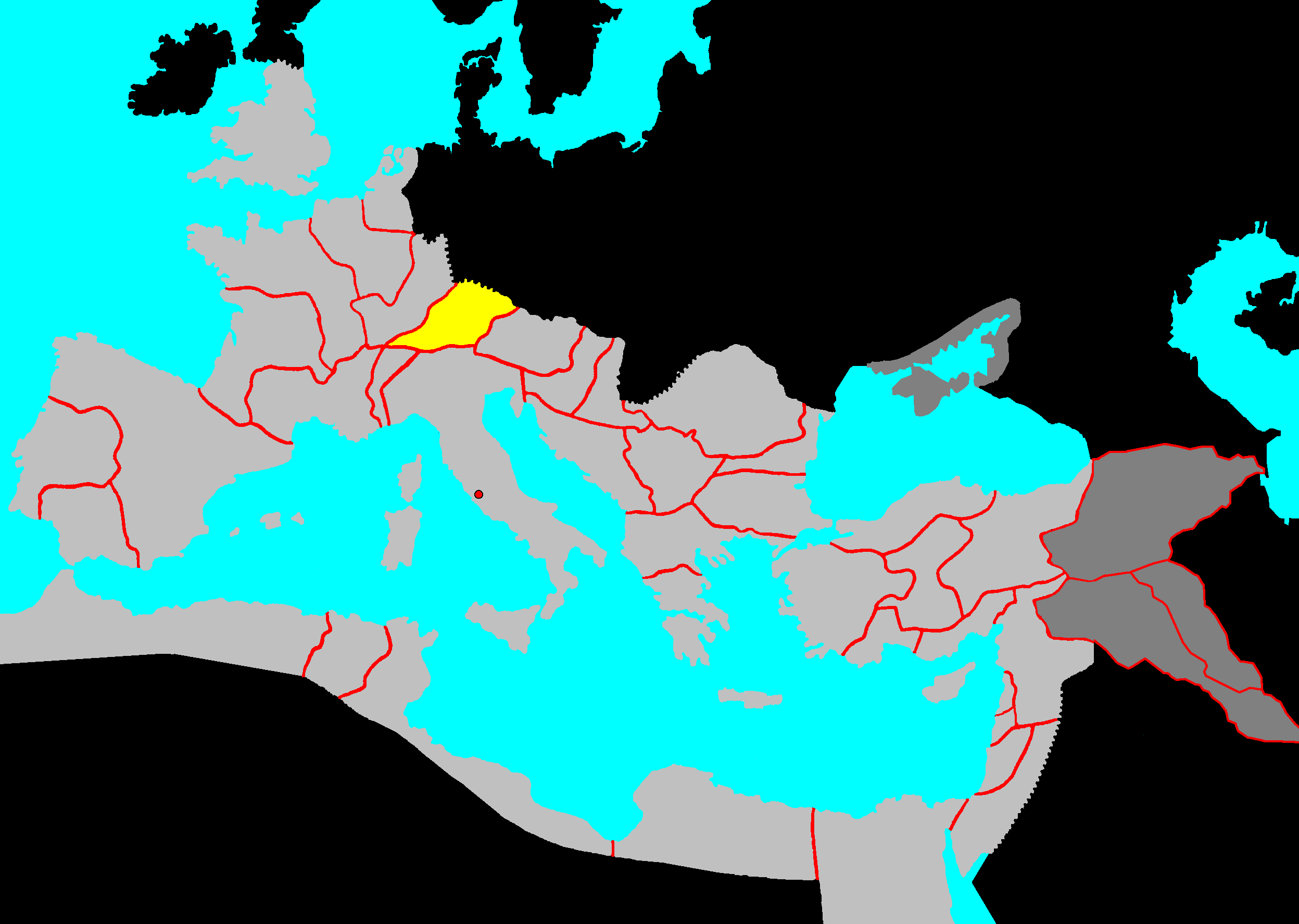
雷蒂安
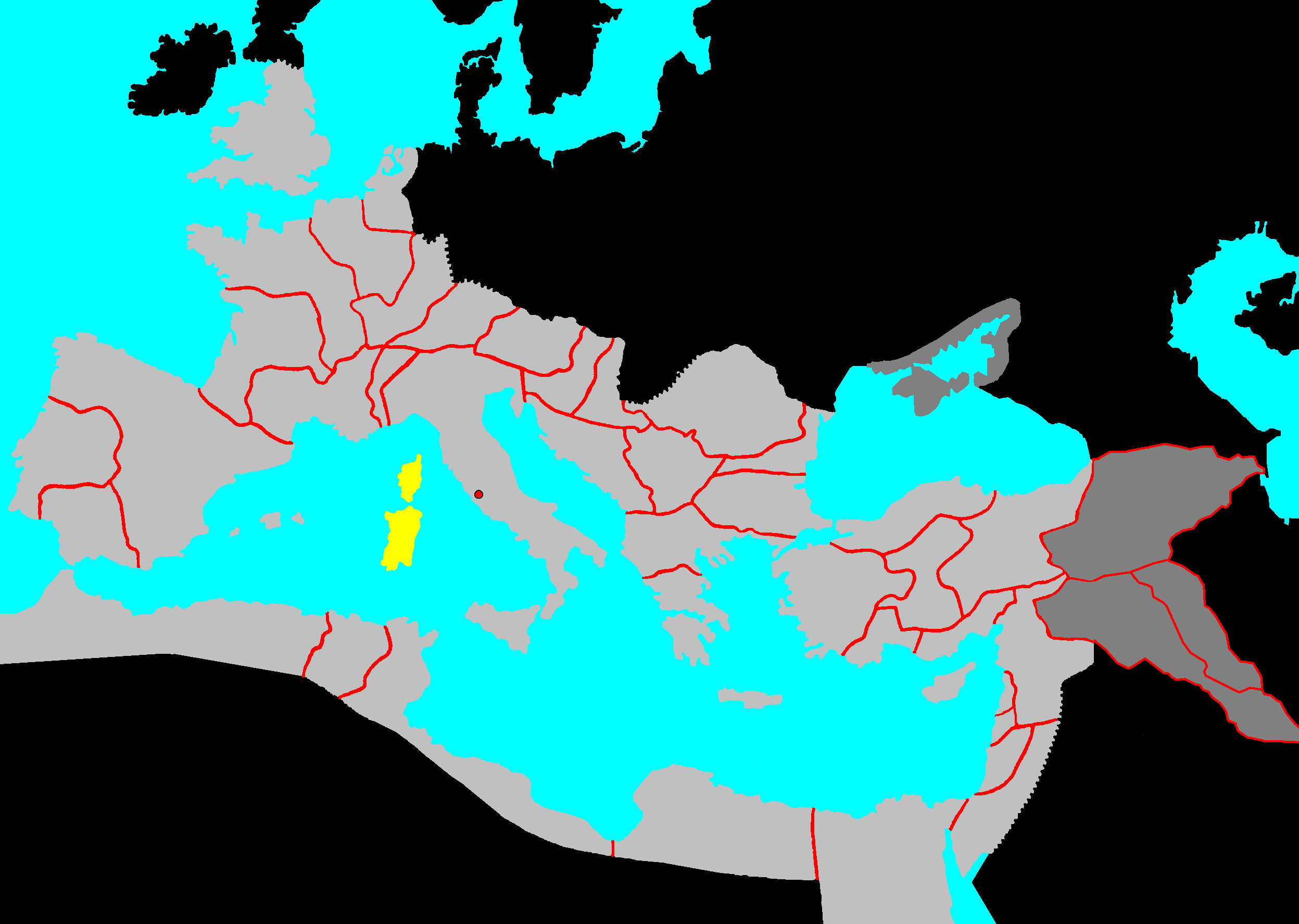
科西嘉与萨丁尼亚
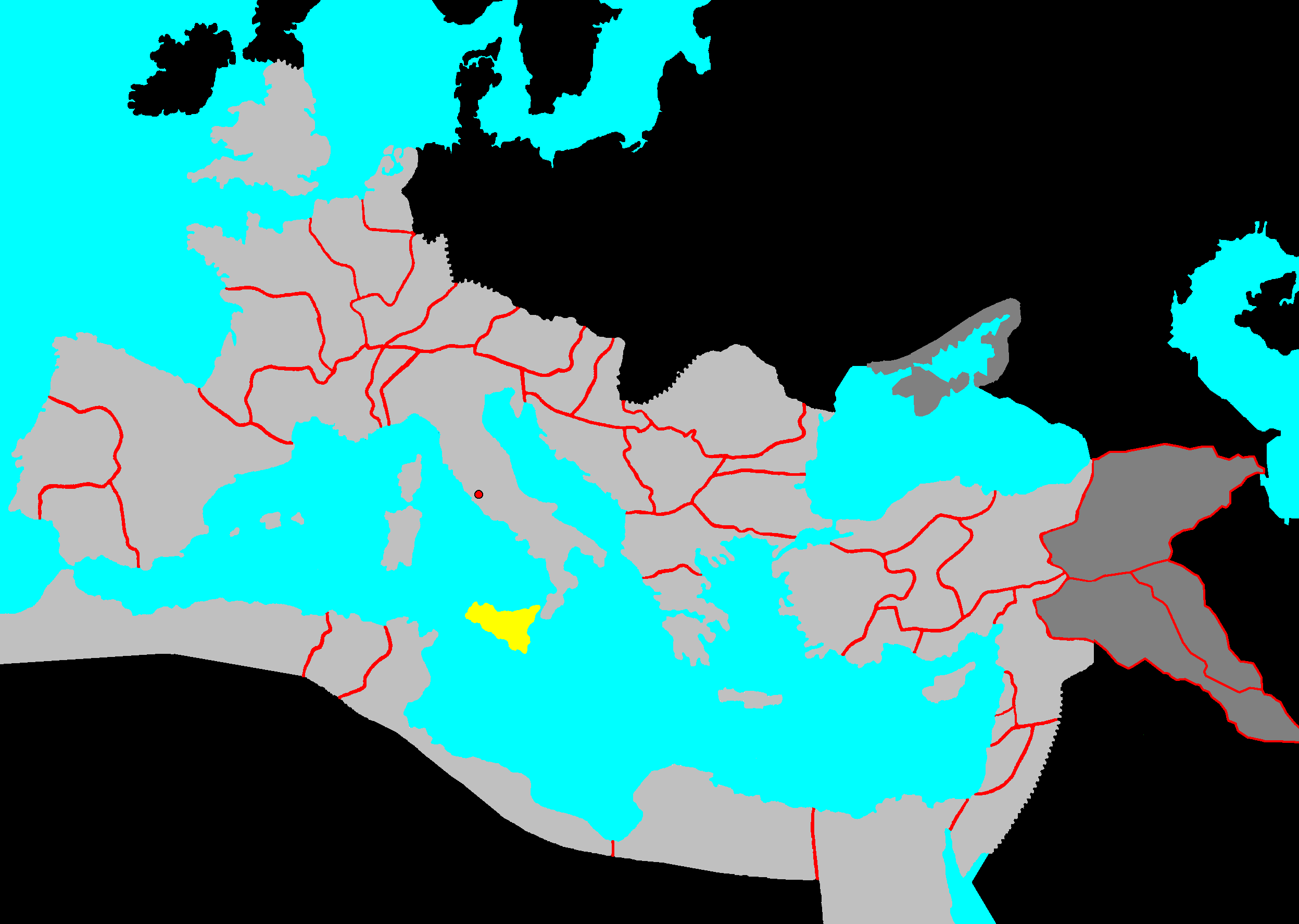
西西里
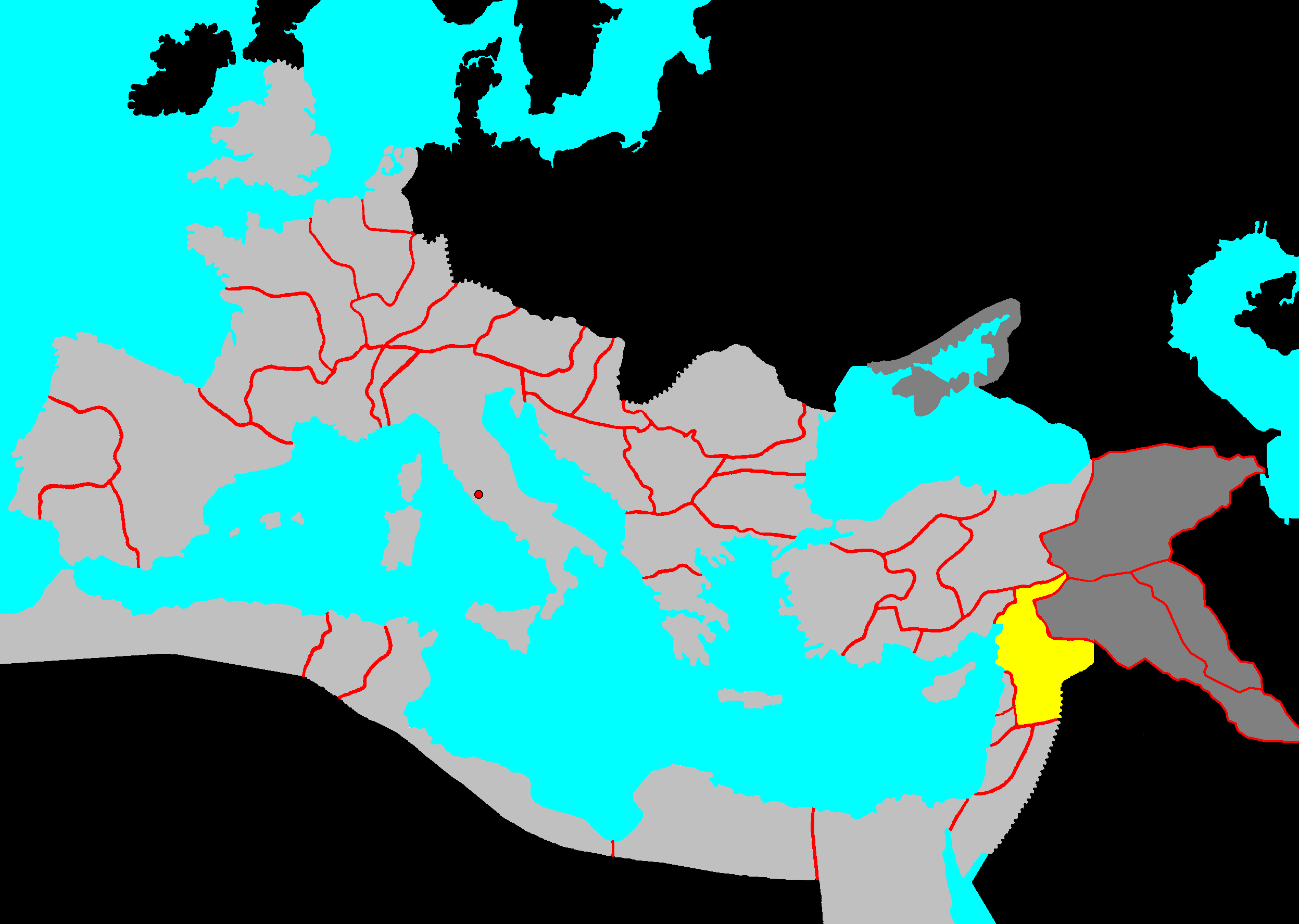
叙利亚
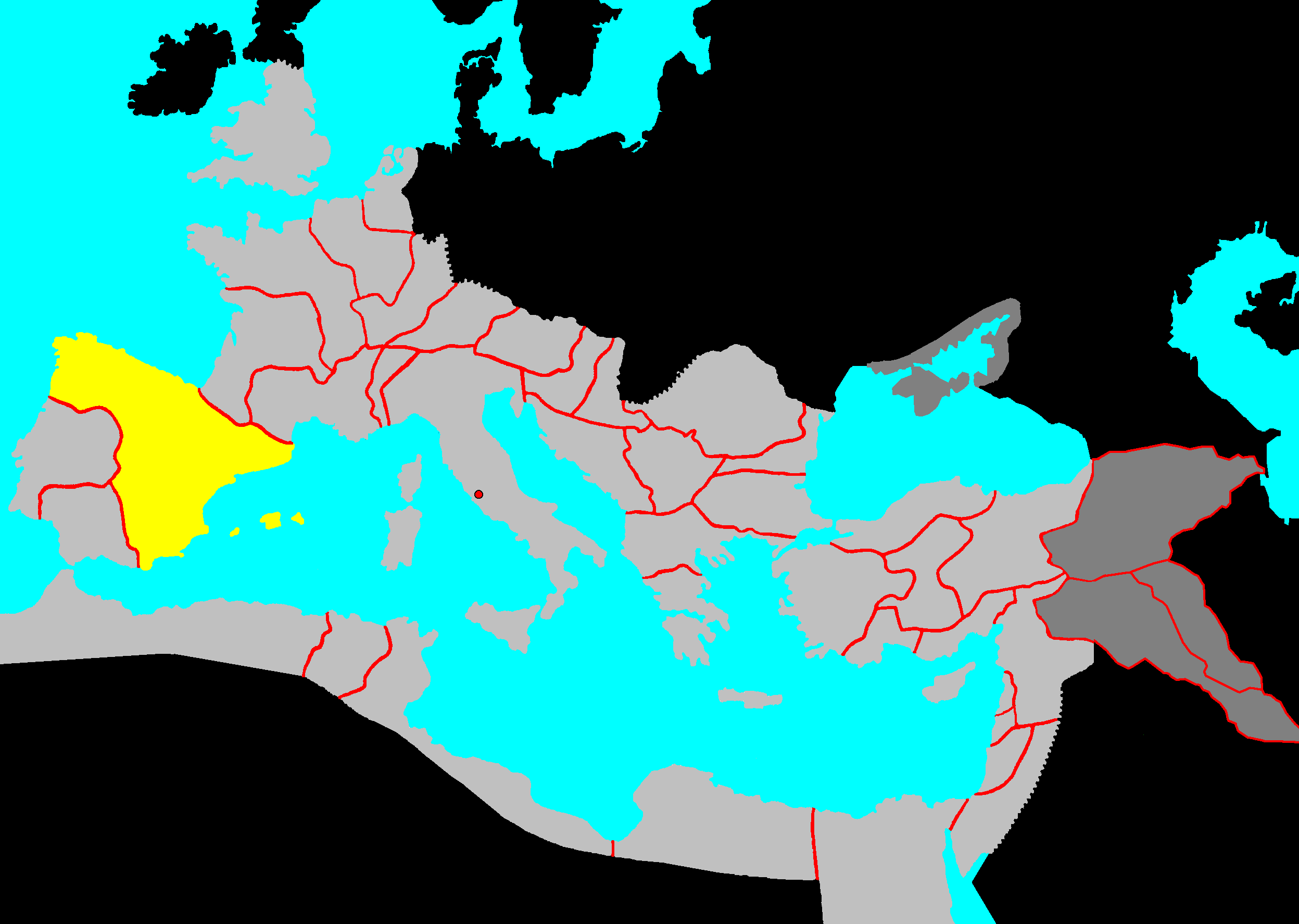
塔拉科西班牙
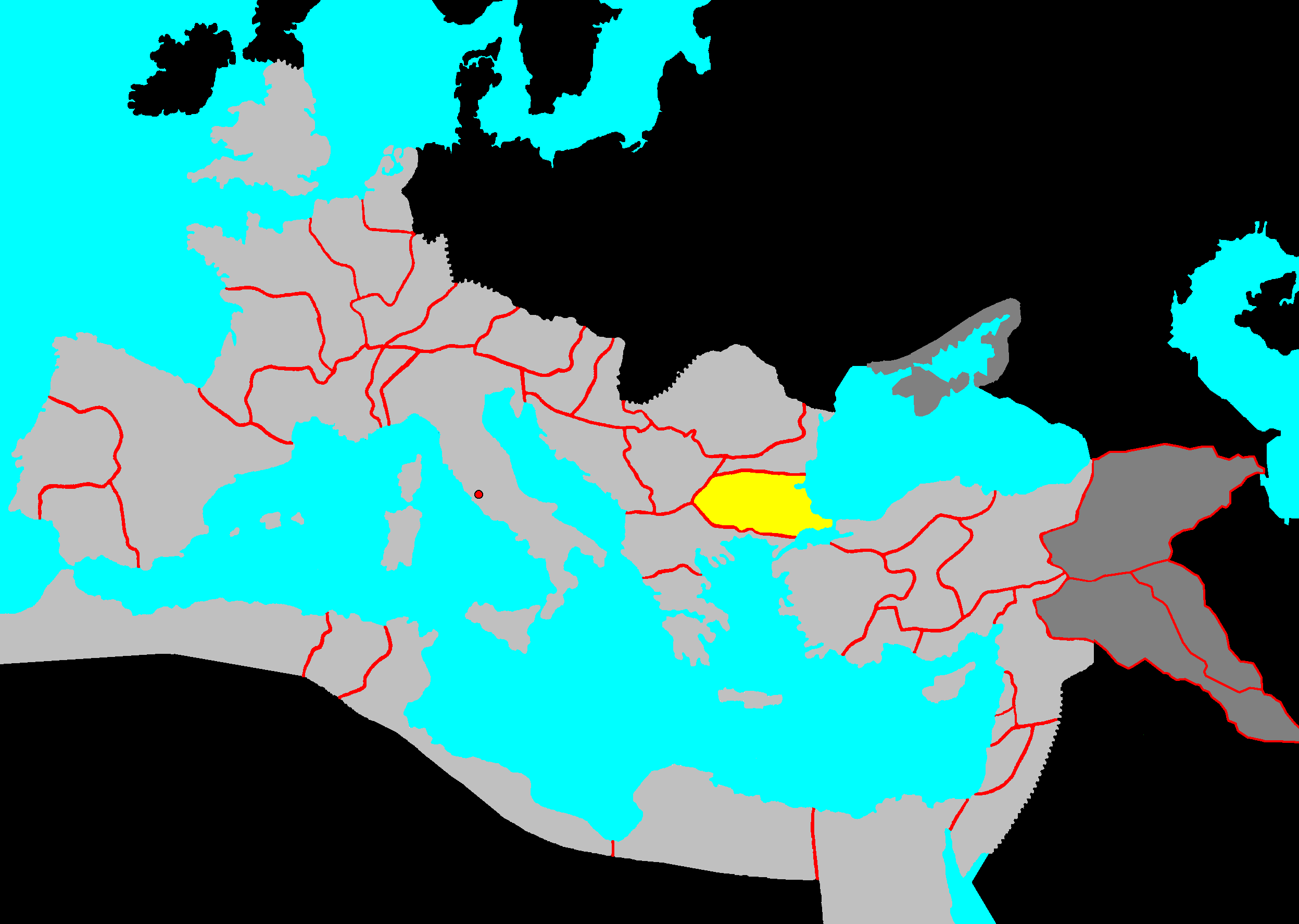
色雷斯

## 参阅
- 地理学历史
- 古典时代
- 早期世界地图
- 地理学
- 地图学历史（英语：History of cartography）
- 地中海区域历史（英语：History of the Mediterranean region）
- 拉丁语发音
- 希腊罗马地理学家列表（英语：List of Graeco-Roman geographers）
- 历史地图列表（英语：List of historical maps）

### 引用
1. ↑  Daron Acemoglu, James A. Robinson《自由的窄廊》P232
2. ↑  Richardson, John. . . Brill. 2011: 2ff.
3. ↑  . The Cambridge Ancient History (Cambridge University Press). 1994, 9: 564–565, 580.
4. ↑  Ando, Clifford. . . Blackwell Publishers. 2010: 179.
5. ↑  Lintott, Andrew. . Oxford University Press. 1999: 113ff.
6. ↑  Brennan, T. Corey. . Oxford University Press. 2000: 626–627.
7. 1 2 3  Lintott, Andrew. . : 114.
8. ↑  Brennan, T. Corey. . : 636.
9. ↑  Nicolet, Claude. . University of Michigan Press. 1991: 1, 15 [1988].
10. ↑  Hekster, Olivier; Kaizer, Ted. . : 8.